# Liga Federal de Básquetbol 2025
La Liga Federal de Básquetbol 2025 fue un torneo de ascenso de baloncesto profesional de Argentina, correspondiente a la tercera categoría del deporte en el país, gestionado y organizado por la Confederación Argentina de Básquetbol (CAB), Se trató de la XIV edición en general del certamen, pero la cuarta con esa denominación. El torneo se desarrolló de verano a invierno, comenzando el 7 de marzo de 2025 y finalizando el 31 de julio de 2025. Otorgó dos ascensos a la temporada 2025-26 de la Liga Argentina de Básquet.

El campeón del torneo fue el Club Central Entrerriano de Gualeguaychú que venció en la serie final al Club Atlético Santa Paula de Gálvez por 2-1; ambos conjuntos obtuvieron el ascenso a la división superior.

## Fechas importantes
El 22 de noviembre de 2024, en su reunión de Consejo Directivo, además de resolverse otros aspectos, el Departamento de Competencias de la Confederación Argentina de Básquetbol, dio a conocer los primeros lineamientos del torneo:
- Las Federaciones deberán informar los clasificados hasta el 20 de diciembre de 2024.
- La inscripción permanecerá abierta hasta el 20 de enero de 2025.
- Se establece, originalmente, la fecha de inicio del certamen para el 8 de marzo de 2025.
- El 19 de febrero se da a conocer el formato del torneo y la composición de las correspondientes Divisiones, y grupos de cada división, con los correspondientes clubes que integran cada grupo.[4][5]

## Composición de los planteles
Mucho antes de la programación del torneo, la CABB, dio a conocer como deberán conformarse los plantes de primera división hacia el futuro.

Como mayor novedad se determina que a partir de la temporada 2025 desaparecen las dos fichas U23, existentes en temporadas anteriores, transformándose en una ficha que se añade a la categoría mayores, y otra que se agrega a la categoría U21; de ese modo los planteles pasan a integrarse por:
- 5 fichas mayores (2003)
- 5 fichas U21 (2004-2005)
- 2 fichas juveniles (desde 2006 en adelante)
- Listas de buena fe y cambios tácticos: Los equipos deben presentar su lista de buena fe antes del 21 de febrero de 2025. Las plantillas contarán con un máximo de 25 jugadores. Se permitirán dos recambios tácticos hasta el 15 de abril; luego de esa fecha sólo podrán realizarse modificaciones en los planteles, por lesión de jugadores, hasta la fecha de inicio de los playoffs interconferencias.[5]

## Equipos participantes
El 10 de febrero de 2025 la CABB dio a conocer que 110 clubes se inscribieron para participar del torneo, record absoluto en la historia de la categoría; 20 de esos conjuntos resultan debutantes.

El 19 de febrero, se dio a conocer la integración de cada una de las zonas y subgrupos y el formato de disputa.

El 25 de febrero, en la sede de la CABB, se realizó el sorteo para definir los 9 equipos integrantes de cada uno de los tres grupos de la FeBAMBA.

### Listado de equipos participantes
| Club                                                                                                 | Ciudad                 | Temp | Conferencia | Div   | Estadio                      | Capacidad |
| REGIÓN SUR                                                                                           |                        |      |             |       |                              |           |
| Club Atlético y Deportivo Perfora                                                                    | Plaza Huincul          | 13   | Sur         | A     | Islas Malvinas               |           |
| Centro Social Cultural y Deportivo Español                                                           | Plottier               | 5    | Sur         | A     | El Templo                    |           |
| Club Atlético Pacífico                                                                               | Neuquén                | 6    | Sur         | A     | Viejo Ramírez                |           |
| Club de Pesca y Náutico El Bigua                                                                     | Neuquén                | 3    | Sur         | A     | Gimnasio Biguá               |           |
| Club Atlético Independiente                                                                          | Neuquén                | 10   | Sur         | A     | La Caldera                   |           |
| Club Social y Deportivo General Roca                                                                 | General Roca           | 6    | Sur         | A     | Gimena Padin                 |           |
| Club del Progreso                                                                                    | General Roca           | 5    | Sur         | A     |                              |           |
| Club Atlético Regina                                                                                 | Villa Regina           | 2    | Sur         | A     |                              |           |
| Club Social y Atlético Guillermo Brown                                                               | Puerto Madryn          | 2    | Sur         | B     | Benito García                |           |
| Club Náutico Rada Tilly                                                                              | Rada Tilly             | D    | Sur         | B     |                              |           |
| Federación Deportiva                                                                                 | Comodoro Rivadavia     | 1    | Sur         | B     | Diego Simón                  |           |
| Escuela de Básquet Mosconi                                                                           | Caleta Olivia          | D    | Sur         | B     |                              |           |
| Club Sportivo Independiente                                                                          | General Pico           | 2    | Sudeste     | A     | Gigante de la Avenida        |           |
| Club Atlético Ferro Carril Oeste                                                                     | General Pico           | 7    | Sudeste     | A     | Colosito Barrio Talleres     |           |
| Club Atlético All Boys                                                                               | Santa Rosa             | 9    | Sudeste     | A     | José Regazoli                |           |
| Club General San Martín                                                                              | Junín                  | 7    | Sudeste     | A     | Alcides Schiavoni            |           |
| Club Los Indios                                                                                      | Junín                  | 1    | Sudeste     | A     | Tomás Corrado                |           |
| Club Social y Deportivo Colón                                                                        | Chivilcoy              | 3    | Sudeste     | A     | Oscar y Alfredo Barca        |           |
| Club Independiente                                                                                   | Tandil                 | 7    | Sudeste     | B     | Duggan Martignoni            | 2.500     |
| Belgrano                                                                                             | San Nicolás            | 9    | Sudeste     | B     | Fortunato Bonelli            | 3.500     |
| Club Somisa                                                                                          | San Nicolás            | 5    | Sudeste     | B     | Socios Fundadores            |           |
| Centro Basko Argentino Euzko Etxea                                                                   | Necochea               | D    | Sudeste     | B     |                              |           |
| Club Atenas                                                                                          | La Plata               | 2    | Sudeste     | B     | Dante Demo                   |           |
| Club Estudiantes                                                                                     | La Plata               | 13   | Sudeste     | B     | Polideportivo Uno            |           |
| Club Independiente                                                                                   | Zárate                 | 1    | Sudeste     | B     | D.A.M. Stadium               |           |
| Club Central Entrerriano                                                                             | Gualeguaychú           | 9    | Litoral     | Unica | José María Bértora           | 2.100     |
| Club Urquiza Santa Elena                                                                             | Santa Elena            | D    | Litoral     | Unica |                              |           |
| Club Social y Deportivo Luis Luciano                                                                 | Urdinarrain            | 2    | Litoral     | Unica |                              |           |
| Club Regatas Uruguay                                                                                 | Concepción del Uruguay | 12   | Litoral     | Unica | Juan José Garro              |           |
| Club Ciclista Paraná                                                                                 | Paraná                 | D    | Litoral     | Unica |                              |           |
| Club Sportivo San Salvador                                                                           | San Salvador           | 2    | Litoral     | Unica | El Corralito                 |           |
| Club Deportivo Ferrocarril                                                                           | San Salvador           | 1    | Litoral     | Unica |                              |           |
| Club Atlético BH                                                                                     | Gualeguay              | 6    | Litoral     | Unica | Islas Malvinas               |           |
| Club Atlético Rosario Tala                                                                           | Rosario del Tala       | 12   | Litoral     | Unica | Gregorio Panizza             |           |
| REGIÓN NORTE                                                                                         |                        |      |             |       |                              |           |
| Club Social y Deportivo Facundo                                                                      | La Rioja               | 10   | Oeste       | A     | La Caldera Verde             |           |
| Club Atlético Riojano                                                                                | La Rioja               | 3    | Oeste       | A     |                              |           |
| Rioja Juniors Basket                                                                                 | La Rioja               | 3    | Oeste       | A     |                              |           |
| Club Banco Rioja                                                                                     | La Rioja               | 2    | Oeste       | A     |                              |           |
| Chamical Basket                                                                                      | Chamical               | 1    | Oeste       | A     |                              |           |
| Club Atlético Huracán Las Heras                                                                      | Las Heras              | D    | Oeste       | A     |                              |           |
| Club Gimnasia y Esgrima Pedernera Unidos                                                             | San Luis               | 4    | Oeste       | A     | Emilio Perazzo               | 2.000     |
| Club Deportivo y Biblioteca Popular Infantil Almafuerte                                              | Las Varillas           | 2    | Oeste       | B     |                              |           |
| Bochas Sport Club                                                                                    | Colonia Caroya         | 2    | Oeste       | B     | José Pepe Nou                |           |
| Asociación Deportiva 9 De Julio                                                                      | Morteros               | 5    | Oeste       | B     |                              |           |
| Club Deportivo Central Argentino                                                                     | Villa María            | 1    | Oeste       | B     |                              |           |
| Club El Tala                                                                                         | San Francisco          | D    | Oeste       | B     |                              |           |
| Asociación El Ceibo                                                                                  | San Francisco          | 3    | Oeste       | B     |                              |           |
| Club Nicolás Avellaneda                                                                              | Santiago del Estero    | 12   | Norte       | A     |                              |           |
| Club Atlético San Martín                                                                             | Tucumán                | 2    | Norte       | A     |                              |           |
| Club Nicolás Avellaneda                                                                              | Tucumán                | 5    | Norte       | A     |                              |           |
| Club Belgrano Cultural y Deportivo                                                                   | Tucumán                | 6    | Norte       | A     |                              |           |
| Asociación Mitre S.C.                                                                                | Tucumán                | 4    | Norte       | A     | Dionisio Muruaga             |           |
| Concepción BBC                                                                                       | Banda del Río Salí     | D    | Norte       | A     |                              |           |
| Club Atlético Talleres                                                                               | Tafí Viejo             | 11   | Norte       | A     | La Leonera                   |           |
| Club Red Star BBC                                                                                    | Catamarca              | 4    | Norte       | A     | Ricardo Bollea               |           |
| Club Hindú BBC                                                                                       | Catamarca              | 7    | Norte       | A     | José Antonio Russo           |           |
| Club Atlético San Lorenzo                                                                            | Monte Caseros          | D    | Norte       | B     |                              |           |
| Hindú Club                                                                                           | Resistencia            | 6    | Norte       | B     | Ricardo Moro                 |           |
| Club Cultural Social Deportivo Recreativo Hércules                                                   | Charata                | 1    | Norte       | B     |                              |           |
| Centro Cultural y Deportivo Santa Sylvina                                                            | Santa Sylvina          | 2    | Norte       | B     |                              |           |
| Club General San Martín                                                                              | Curuzú Cuatiá          | 5    | Norte       | B     |                              |           |
| A.M.A.D                                                                                              | Goya                   | 3    | Norte       | B     | Juan Antonio Faturo          |           |
| Club Domingo Faustino Sarmiento                                                                      | Formosa                | 6    | Norte       | B     |                              |           |
| Clubes Asociados Progreso Rowing e Independiente                                                     | Posadas                | D    | Norte       | B     |                              |           |
| Club Deportivo y Social Tokio                                                                        | Posadas                | 7    | Norte       | B     | Jorge Rokuro Yamaguchi       |           |
| Club Atlético Bartolomé Mitre                                                                        | Posadas                | 2    | Norte       | B     |                              |           |
| Club Deportivo y Social Sportsmen Unidos                                                             | Rosario                | 6    | Centro      | A     | Alfredo Figna                |           |
| Club Atlético Temperley                                                                              | Rosario                | 2    | Centro      | A     | Alfredo Morosano             |           |
| Club Gimnasia y Esgrima de Rosario                                                                   | Rosario                | 2    | Centro      | A     |                              |           |
| Club Atlético Rosario Central                                                                        | Rosario                | D    | Centro      | A     | Cruce Alberdi                |           |
| Club Náutico Sportivo Avellaneda                                                                     | Rosario                | 3    | Centro      | A     | Microestadio Ricardo Velasco |           |
| Club Atlético Argentino                                                                              | Marcos Juárez          | 1    | Centro      | A     | Aroon Gerchunoff             |           |
| Club Atlético Biblioteca y Mutual San Martín                                                         | Marcos Juárez          | 2    | Centro      | A     | Leonardo Gutiérrez           |           |
| Sport Club Cañadense                                                                                 | Cañada de Gómez        | 6    | Centro      | A     | Florencio Varni              |           |
| Olimpia Basketball Club                                                                              | Venado Tuerto          | 2    | Centro      | A     |                              |           |
| Club Atlético Rivadavia Juniors                                                                      | Santa Fe               | D    | Centro      | B     | El Gigante de Las Heras      |           |
| Club Atlético Gimnasia y Esgrima                                                                     | Santa Fe               | 1    | Centro      | B     | Ricardo Crespi               |           |
| Club Atlético Almagro                                                                                | Esperanza              | 2    | Centro      | B     | Juan Carlos Pepote Spies     |           |
| Club Sportivo Rivadavia Mutual Social y Cultural                                                     | San Genaro             | D    | Centro      | B     | Miguel Ángel Morell          |           |
| Club Sanjustino                                                                                      | San Justo              | 3    | Centro      | B     | Félix Colombo                |           |
| Club Atlético Santa Paula                                                                            | Gálvez                 | 6    | Centro      | B     | Víctor Comelli               |           |
| Club Atlético San Jorge Mutual y Social                                                              | San Jorge              | D    | Centro      | B     |                              |           |
| Club Deportivo Libertad                                                                              | Sunchales              | 2    | Centro      | B     | Hogar de los Tigres          | 4.000     |
| REGIÓN SUR O NORTE SEGÚN CORRESPONDA A SU CLASIFICACIÓN FINALIZADA LA ETAPA DE PLAYOFF DE DIVISIONES |                        |      |             |       |                              |           |
| Club Atlético Independiente                                                                          | Avellaneda             | 4    | FEBAmba     | A     | Carlos Bottaro               |           |
| Club Gimnasia y Esgrima Ituzaingó                                                                    | Ituzaingó              | 2    | FEBAmba     | A     | Dr. Armando Milano           |           |
| Club Atlético Monte Grande                                                                           | Monte Grande           | D    | FEBAmba     | A     |                              |           |
| Club Social Alejandro Korn                                                                           | Alejandro Korn         | D    | FEBAmba     | A     |                              |           |
| Institución Domingo Faustino Sarmiento                                                               | Santos Lugares         | 4    | FEBAmba     | A     | Centenario                   |           |
| Club Atlético 3 de Febrero                                                                           | San Andrés             | 1    | FEBAmba     | A     |                              |           |
| Club Atlético San Miguel                                                                             | San Miguel             | D    | FEBAmba     | A     |                              |           |
| Club San Fernando                                                                                    | San Fernando           | D    | FEBAmba     | A     |                              |           |
| Gimnasia y Esgrima de Villa del Parque                                                               | CABA                   | 4    | FEBAmba     | A     |                              |           |
| Club Atlético River Plate                                                                            | CABA                   | 9    | FEBAmba     | B     | Microestadio River Plate     |           |
| Unión Vecinal y Fomento de Munro                                                                     | Munro                  | 1    | FEBAmba     | B     | José Rebolini                |           |
| Club Recreativo Los Indios                                                                           | Moreno                 | 6    | FEBAmba     | B     | Oscar Vicente Pérez          |           |
| C.A.S.A. de Padua                                                                                    | San Antonio de Padua   | 1    | FEBAmba     | B     |                              |           |
| Club Atlético Banco de la Nación Argentina                                                           | Vicente López          | D    | FEBAmba     | B     |                              |           |
| Club Deportivo San Andrés                                                                            | Malaver                | D    | FEBAmba     | B     | Enrique Tanghe               |           |
| Club Deportivo Berazategui                                                                           | Berazategui            | 1    | FEBAmba     | B     |                              |           |
| Club Atlético Ferrocarril Midland                                                                    | Libertad               | 2    | FEBAmba     | B     |                              |           |
| Club Atlético Caza y Pesca                                                                           | Don Torcuato           | 6    | FEBAmba     | B     | Edgardo N. Michaud           |           |
| Ateneo Popular Versailles                                                                            | CABA                   | 2    | FEBAmba     | C     |                              |           |
| Club Social y Deportivo Pinocho                                                                      | CABA                   | 4    | FEBAmba     | C     | Ernesto Magliarella          |           |
| Club Social y Deportivo Presidente Derqui                                                            | Presidente Derqui      | 7    | FEBAmba     | C     | Carlos Carpegna              |           |
| Club Sportivo Pilar                                                                                  | Pilar                  | 4    | FEBAmba     | C     | La Caldera                   |           |
| Club Social Claridad de Fomento y Cultura                                                            | Ciudadela              | 2    | FEBAmba     | C     |                              |           |
| Club Atlético Estudiantil Porteño                                                                    | Ramos Mejía            | 9    | FEBAmba     | C     |                              |           |
| Club Deportivo Defensores de Hurlingham                                                              | Hurlingham             | 1    | FEBAmba     | C     |                              |           |
| Cañuelas F.C.                                                                                        | Cañuelas               | D    | FEBAmba     | C     |                              |           |
| Club Social y Atlético Ezeiza                                                                        | Ezeiza                 | 1    | FEBAmba     | C     |                              |           |

### Clubes por provincia
- La tabla se encuentra ordenada por orden alfabético de cada provincia.
- El número de participantes por provincia, se indica conforme criterios de límites geográficos entre estas y no de acuerdo a la Federación a la que se encuentran afiliados los equipos, como por ejemplo es el caso de los equipos de Marcos Juárez, que geográficamente son de la Provincia de Córdoba, pero deportivamente pertenecen y clasificaron por Santa Fe; o el equipo de la Provincia de Santa Cruz, que deportivamente pertenece a Chubut.
- Sólo cuatro provincias (Jujuy, Salta, San Juan  y Tierra del Fuego), no cuentan con representantes en el torneo.

| Provincia           | Cantidad |
| ------------------- | -------- |
| AMBA                | 23       |
| Buenos Aires        | 10       |
| CABA                | 4        |
| Catamarca           | 2        |
| Chaco               | 3        |
| Chubut              | 3        |
| Córdoba             | 8        |
| Corrientes          | 3        |
| Entre Ríos          | 9        |
| Formosa             | 1        |
| La Pampa            | 3        |
| La Rioja            | 5        |
| Mendoza             | 1        |
| Misiones            | 3        |
| Neuquén             | 5        |
| Río Negro           | 3        |
| San Luis            | 1        |
| Santa Cruz          | 1        |
| Santa Fe            | 15       |
| Santiago del Estero | 1        |
| Tucumán             | 6        |
| TOTAL               | 110      |

## Forma de disputa
El 19 de febrero, la CABB informó el modo de disputa del certamen; y publica el reglamento del torneo.

El 4 de marzo de da a conocer la fecha inicial, que se pauta finalmente para el 7 de marzo con un partido inaugural a designar.

Cuenta con etapa regular y etapa de playoffs.

### Etapa Regular
Los clubes fueron agrupados en siete divisiones: Sudeste, Sur, Oeste, Norte, Centro, Litoral y Metropolitana.

Cada división tiene su propia estructura de juego:

División Sur: 12 clubes divididos en dos grupos. 
- Grupo A (8 equipos): Juegan todos contra todos, ida y vuelta dentro de la zona (14 partidos por equipo), entre el ocho de marzo y el veintinueve de abril.

| Pos   | Equipo                         | PJ  | PG | PP | GF   | GC   | Pts | %    |
| ----- | ------------------------------ | --- | -- | -- | ---- | ---- | --- | ---- |
| 1     | PERFORA (PLAZA HUINCUL) (PO)   | 14  | 10 | 4  | 1143 | 1089 | 24  | 71,4 |
| 2     | INDEPENDIENTE (NEUQUEN) (PO)   | 14  | 10 | 4  | 1093 | 1037 | 24  | 71,4 |
| 3     | EL BIGUA (NEUQUEN) (PO)        | 14  | 9  | 5  | 1066 | 1031 | 23  | 64,3 |
| 4     | PACIFICO (NEUQUEN) (PO)        | 14  | 9  | 5  | 1112 | 1076 | 23  | 64,2 |
| 5     | CENTRO ESPAÑOL (PLOTTIER) (PO) | 14  | 7  | 7  | 1091 | 1043 | 21  | 50   |
| 6     | ATLÉTICO REGINA (PO)           | 14  | 6  | 8  | 939  | 1017 | 20  | 42,9 |
| 7     | DEPORTIVO ROCA (PO)            | 14  | 4  | 10 | 1025 | 1054 | 18  | 28,5 |
| 8     | DEL PROGRESO (GRAL. ROCA) (PO) | 14  | 1  | 13 | 1003 | 1125 | 15  | 7,1  |
| Total | Total                          | 112 | 56 | 56 | 8472 | 8472 | 168 | 50   |

| Cuadro de desempate posiciones 1 / 2 |               |         |       |   |   |     |     |     |
| Pos                                  | Equipo        | P       | I     | G | P | GF  | GC  | Pts |
| 1                                    | Pérfora       |         | 88-74 | 1 | 1 | 191 | 178 | 3   |
| 2                                    | Independiente | 104-103 |       | 1 | 1 | 178 | 191 | 3   |

| Cuadro de desempate posiciones 3 / 4 |          |       |       |   |   |     |     |     |
| Pos                                  | Equipo   | B     | P     | G | P | GF  | GC  | Pts |
| 3                                    | El Biguá |       | 64-62 | 2 | 0 | 139 | 131 | 4   |
| 4                                    | Pacífico | 69-75 |       | 0 | 2 | 131 | 139 | 2   |

- Grupo B (4 equipos): Juegan cuatro cuadrangulares, todos contra todos, uno en cada sede (12 partidos).

| Pos   | Equipo                                   | PJ | PG | PP | GF   | GC   | Pts | %    |
| ----- | ---------------------------------------- | -- | -- | -- | ---- | ---- | --- | ---- |
| 1     | BROWN (PUERTO MADRYN) (PI)               | 12 | 11 | 1  | 1074 | 890  | 23  | 91,6 |
| 2     | FEDERACIÓN DEPORTIVA (C. RIVADAVIA) (PI) | 12 | 6  | 6  | 914  | 917  | 18  | 50   |
| 3     | NÁUTICO RADA TILLY (E)                   | 12 | 4  | 8  | 859  | 934  | 16  | 33,3 |
| 4     | ESCUELA MOSCONI (CALETA OLIVIA) (E)      | 12 | 3  | 9  | 803  | 909  | 14  | 25   |
| Total | Total                                    | 48 | 28 | 28 | 3650 | 3650 | 71  | 50   |

Referencias
| (PI) | Clasifican directamente a playoff interdivisión, con las posiciones 3 y 4 de la División Sur.. |
| (PO) | Clasifican a playoff de división.                                                              |
| (E)  | Eliminado. Finaliza la temporada                                                               |
| SB 1 | 1.                                                                                             |

División Sudeste
13 clubes divididos en dos grupos. 
- Grupo A (6 equipos): Juegan todos contra todos ida y vuelta dentro de la zona (10 partidos por equipo), entre el ocho de marzo y el veintucatro de abril.

| Pos   | Equipo                          | PJ | PG | PP | GF   | GC   | Pts | %  |
| ----- | ------------------------------- | -- | -- | -- | ---- | ---- | --- | -- |
| 1     | ALL BOYS (SANTA ROSA) (PO)      | 10 | 8  | 2  | 714  | 687  | 18  | 80 |
| 2     | INDEPENDIENTE (GRAL. PICO) (PO) | 10 | 7  | 3  | 747  | 712  | 17  | 70 |
| 3     | SAN MARTIN (JUNIN) (PI)         | 10 | 6  | 4  | 753  | 715  | 16  | 60 |
| 4     | FERRO (GRAL. PICO) (PI)         | 10 | 5  | 5  | 753  | 729  | 15  | 50 |
| 5     | COLON (CHIVILCOY) (PI)          | 10 | 3  | 7  | 756  | 782  | 12  | 30 |
| 6     | LOS INDIOS (JUNIN) (PI)         | 10 | 1  | 9  | 681  | 779  | 10  | 10 |
| Total | Total                           | 60 | 30 | 30 | 4404 | 4404 | 90  | 50 |

- Grupo B (7 equipos): Juegan todos contra todos ida y vuelta dentro de la zona (12 partidos por equipo), entre el siete de marzo y el veintisiete de abril.

| Pos   | Equipo                      | PJ | PG | PP | GF   | GC   | Pts | %    |
| ----- | --------------------------- | -- | -- | -- | ---- | ---- | --- | ---- |
| 1     | BELGRANO (SAN NICOLAS) (PO) | 12 | 7  | 5  | 801  | 795  | 19  | 58,3 |
| 2     | INDEPENDIENTE (ZARATE) (PO) | 12 | 7  | 5  | 818  | 825  | 19  | 58,3 |
| 3     | ATENAS (LA PLATA) (PI)      | 12 | 7  | 5  | 861  | 841  | 19  | 58,3 |
| 4     | SOMISA (SAN NICOLAS) (PI)   | 12 | 6  | 6  | 933  | 865  | 18  | 50   |
| 5     | INDEPENDIENTE (TANDIL) (PI) | 12 | 6  | 6  | 822  | 806  | 18  | 50   |
| 6     | ESTUDIANTES (LA PLATA) (PI) | 12 | 5  | 7  | 787  | 814  | 17  | 41,6 |
| 7     | CENTRO BASKO (NECOCHEA) (E) | 12 | 4  | 8  | 841  | 917  | 16  | 36,3 |
| Total | Total                       | 84 | 42 | 42 | 5863 | 5863 | 126 | 50   |

| Cuadro de desempate posiciones 1, 2 y 3 |               |       |       |       |   |   |     |     |     |
| Pos                                     | Equipo        | B     | I     | A     | G | P | GF  | GC  | Pts |
| 1                                       | Belgrano      |       | 64-57 | 87-72 | 3 | 1 | 271 | 250 | 5   |
| 2                                       | Independiente | 58-78 |       | 62-57 | 2 | 2 | 251 | 265 | 4   |
| 3                                       | Atenas        | 63-42 | 66-74 |       | 1 | 3 | 258 | 265 | 3   |

| Cuadro de desempate posiciones 4 / 5 |               |       |       |   |   |     |     |     |
| Pos                                  | Equipo        | S     | I     | G | P | GF  | GC  | Pts |
| 4                                    | Somisa        |       | 89-62 | 1 | 1 | 156 | 145 | 3   |
| 5                                    | Independiente | 83-67 |       | 1 | 1 | 145 | 156 | 3   |

Referencias
| (PO) | Clasifican a play-off de división. |
| (PI) | Clasifican a play-in de división.  |
| (E)  | Eliminado. Finaliza la temporada   |

División Litoral: 9 clubes.
- Grupo Único: Juega todos contra todos ida y vuelta entre ellos (16 partidos por equipo), entre el siete de marzo y el tres de mayo.

| Pos   | Equipo                                    | PJ  | PG | PP | GF    | GC    | Pts | %    |
| ----- | ----------------------------------------- | --- | -- | -- | ----- | ----- | --- | ---- |
| 1     | CENTRAL ENTRERRIANO (PO)                  | 16  | 11 | 5  | 1337  | 1167  | 27  | 68,7 |
| 2     | FERRO (SAN SALVADOR) (PO)                 | 16  | 10 | 6  | 1169  | 1161  | 26  | 62,5 |
| 3     | ROSARIO TALA (PO)                         | 16  | 9  | 7  | 1202  | 1178  | 25  | 56,2 |
| 4     | BH (GUALEGUAY) (PO)                       | 16  | 9  | 7  | 1141  | 1171  | 25  | 56,2 |
| 5     | LUIS LUCIANO (PO)                         | 16  | 8  | 8  | 1294  | 1251  | 24  | 50   |
| 6     | SPORTIVO SAN SALVADOR (SAN SALVADOR) (PO) | 16  | 8  | 8  | 1206  | 1256  | 24  | 50   |
| 7     | REGATAS URUGUAY (PO)                      | 16  | 7  | 9  | 1159  | 1128  | 23  | 43,7 |
| 8     | CICLISTA (PARANA) (PO)                    | 16  | 6  | 10 | 1144  | 1197  | 22  | 37,5 |
| 9     | URQUIZA (SANTA ELENA) (E)                 | 16  | 4  | 12 | 1161  | 1304  | 20  | 25   |
| Total | Total                                     | 144 | 72 | 72 | 10813 | 10813 | 217 | 50   |

| Cuadro de desempate posiciones 3 / 4 |              |       |       |   |   |     |     |     |
| Pos                                  | Equipo       | RT    | BH    | G | P | GF  | GC  | Pts |
| 3                                    | Rosario Tala |       | 83-74 | 2 | 0 | 169 | 141 | 4   |
| 4                                    | BH           | 67-86 |       | 0 | 2 | 141 | 169 | 2   |

| Cuadro de desempate posiciones 5 / 6 |                       |       |       |   |   |     |      |     |
| Pos                                  | Equipo                | LL    | S     | G | P | GF  | GC   | Pts |
| 5                                    | Luis Luciano          |       | 89-72 | 1 | 1 | 179 | 164  | 3   |
| 6                                    | Sportivo San Salvador | 92-90 |       | 0 | 2 | 164 | 1769 | 3   |

Referencias
| (PO) | Clasifican a play-off de división. |
| (E)  | Eliminado. Finaliza la temporada   |

División Centro:17 clubes divididos en dos grupos. 
- Grupo A (9 equipos): Juegan todos contra todos ida y vuelta dentro de la zona (16 partidos por equipo), entre el diez de marzo y el trece de mayo.

| Pos   | Equipo                                    | PJ  | PG | PP | GF    | GC    | Pts | %    |
| ----- | ----------------------------------------- | --- | -- | -- | ----- | ----- | --- | ---- |
| 1     | SAN MARTIN (MARCOS JUAREZ) (PO)           | 16  | 14 | 2  | 1246  | 1018  | 30  | 87,5 |
| 2     | GIMNASIA Y ESGRIMA (ROSARIO) (PO)         | 16  | 11 | 5  | 1152  | 1062  | 27  | 68,7 |
| 3     | OLIMPIA (VENADO TUERTO) (PO)              | 16  | 9  | 7  | 1219  | 1112  | 25  | 56,2 |
| 4     | SPORT CLUB (CAÑADA DE GOMEZ) (PO)         | 16  | 8  | 8  | 1174  | 1244  | 24  | 50   |
| 5     | TEMPERLEY (ROSARIO) (PO)                  | 16  | 7  | 9  | 1191  | 1227  | 23  | 43,7 |
| 6     | ARGENTINO (MARCOS JUAREZ) (PO)            | 16  | 7  | 9  | 1119  | 1162  | 23  | 43,7 |
| 7     | ROSARIO CENTRAL (ROSARIO) (PO)            | 16  | 6  | 10 | 1191  | 1245  | 22  | 37,5 |
| 8     | SPORTSMEN UNIDOS (ROSARIO) (PO)           | 16  | 6  | 10 | 1136  | 1237  | 22  | 37,5 |
| 9     | NAUTICO SPORTIVO AVELLANEDA (ROSARIO) (E) | 16  | 4  | 12 | 1222  | 1343  | 20  | 25   |
| Total | Total                                     | 144 | 72 | 72 | 10650 | 10650 | 216 | 50   |

| Cuadro de desempate posiciones 5 / 6 |           |       |       |   |   |     |     |     |
| Pos                                  | Equipo    | T     | A     | G | P | GF  | GC  | Pts |
| 5                                    | Temperley |       | 85-68 | 1 | 1 | 145 | 130 | 3   |
| 6                                    | Argentino | 62-60 |       | 1 | 1 | 130 | 145 | 3   |

| Cuadro de desempate posiciones 7 / 8 |                  |       |       |   |   |     |     |     |
| Pos                                  | Equipo           | RC    | SU    | G | P | GF  | GC  | Pts |
| 7                                    | Rosario Central  |       | 82-58 | 2 | 0 | 175 | 146 | 4   |
| 8                                    | Sportsmen Unidos | 88-93 |       | 0 | 2 | 146 | 175 | 2   |

- Grupo B (8 equipos): Juegan todos contra todos, ida y vuelta dentro de la zona (14 partidos por equipo), entre el ocho de marzo y el 11 de mayo.

| Pos   | Equipo                              | PJ  | PG | PP | GF   | GC   | Pts | %    |
| ----- | ----------------------------------- | --- | -- | -- | ---- | ---- | --- | ---- |
| 1     | SANTA PAULA (GALVEZ) (PO)           | 14  | 11 | 3  | 1190 | 960  | 25  | 78,5 |
| 2     | GIMNASIA Y ESGRIMA (SANTA FE) (PO)  | 14  | 10 | 4  | 962  | 939  | 24  | 71,4 |
| 3     | ALMAGRO (ESPERANZA) (PO)            | 14  | 9  | 5  | 1218 | 1129 | 23  | 64,2 |
| 4     | RIVADAVIA (SAN GENARO) (PO)         | 14  | 7  | 7  | 975  | 1043 | 21  | 50   |
| 5     | SANJUSTINO (SAN JUSTO) (PO)         | 14  | 8  | 6  | 1063 | 995  | 21  | 57,1 |
| 6     | RIVADAVIA JRS. (SANTA FE) (PO)      | 14  | 5  | 9  | 1003 | 1059 | 19  | 35,7 |
| 7     | ATLÉTICO SAN JORGE (SAN JORGE) (PO) | 14  | 3  | 11 | 1017 | 1161 | 17  | 21,4 |
| 8     | DEPORTIVO LIBERTAD (SUNCHALES) (PO) | 14  | 3  | 11 | 893  | 1035 | 17  | 21,4 |
| Total | Total                               | 112 | 56 | 56 | 8321 | 8321 | 167 | 50   |

| Cuadro de desempate posiciones 4 / 5 | |
| Pos                                  | Ante sanción disciplinaria a Sanjustino, se aplica el art. 41.4) del reglamento, por lo que el desempate favorece a Rivadavia |
| 4                                    | Rivadavia (San Genaro) |
| 5                                    | Sanjustino |

| Cuadro de desempate posiciones 7 / 8 |                    |       |       |   |   |     |     |     |
| Pos                                  | Equipo             | SJ    | DL    | G | P | GF  | GC  | Pts |
| 7                                    | San Jorge          |       | 71-57 | 1 | 1 | 137 | 128 | 3   |
| 8                                    | Deportivo Libertad | 71-66 |       | 1 | 1 | 128 | 137 | 3   |

Referencias
| (PO) | Clasifican a play-off de división. |
| (E)  | Eliminado. Finaliza la temporada   |
| CB 1 | 1.                                 |

División Norte: 19 clubes divididos en dos grupos. 
- Grupo A (9 equipos): Juegan todos contra todos ida y vuelta dentro de la zona (16 partidos por equipo), entre el diez de marzo y el diez de mayo.

| Pos   | Equipo                                       | PJ  | PG | PP | GF    | GC    | Pts | %    |
| ----- | -------------------------------------------- | --- | -- | -- | ----- | ----- | --- | ---- |
| 1     | TALLERES (TAFI VIEJO) (PO)                   | 16  | 14 | 2  | 1330  | 1216  | 30  | 87,5 |
| 2     | BELGRANO (TUCUMAN) (PO)                      | 16  | 13 | 3  | 1506  | 1342  | 29  | 81,2 |
| 3     | ASOCIACIÓN MITRE (TUCUMAN) (PO)              | 16  | 11 | 5  | 1355  | 1267  | 27  | 68,7 |
| 4     | CONCEPCION (TUCUMAN) (PO)                    | 16  | 7  | 9  | 1308  | 1319  | 23  | 43,7 |
| 5     | HINDU BBC (CATAMARCA) (PO)                   | 16  | 7  | 9  | 1260  | 1356  | 23  | 43,7 |
| 6     | NICOLÁS AVELLANEDA (SANTIAGO DEL ESTERO)(PO) | 16  | 6  | 10 | 1265  | 1281  | 22  | 37,5 |
| 7     | NICOLÁS AVELLANEDA (TUCUMAN) (PO)            | 16  | 5  | 11 | 1226  | 1289  | 21  | 31,2 |
| 8     | SAN MARTIN (TUCUMAN) (PO)                    | 16  | 5  | 11 | 1330  | 1405  | 21  | 31,2 |
| 9     | RED STAR (CATAMARCA) (E)                     | 16  | 4  | 12 | 1264  | 1369  | 20  | 25   |
| Total | Total                                        | 144 | 72 | 72 | 11844 | 11844 | 216 | 50   |

| Cuadro de desempate posiciones 4 / 5 |            |       |       |   |   |     |     |     |
| Pos                                  | Equipo     | C     | H     | G | P | GF  | GC  | Pts |
| 4                                    | Concepción |       | 88-70 | 1 | 1 | 178 | 165 | 3   |
| 5                                    | Hindú      | 95-90 |       | 1 | 1 | 165 | 178 | 3   |

| Cuadro de desempate posiciones 7 / 8 |            |       |       |   |   |     |     |     |
| Pos                                  | Equipo     | A     | SM    | G | P | GF  | GC  | Pts |
| 7                                    | Avellaneda |       | 70-71 | 1 | 1 | 150 | 148 | 3   |
| 8                                    | San Martín | 77-80 |       | 1 | 1 | 148 | 150 | 3   |

- Grupo B (10 equipos): Juegan todos contra todos ida y vuelta dentro de la zona (18 partidos por equipo) entre el ocho de marzo y el trece de mayo.

| Pos   | Equipo                           | PJ  | PG | PP | GF    | GC    | Pts | %    |
| ----- | -------------------------------- | --- | -- | -- | ----- | ----- | --- | ---- |
| 1     | MITRE (POSADAS) (PO)             | 18  | 13 | 5  | 1386  | 1206  | 31  | 72,2 |
| 2     | SAN MARTIN (CURUZU CUATIA) (PO)  | 18  | 11 | 7  | 1284  | 1239  | 29  | 61,1 |
| 3     | SARMIENTO (FORMOSA) (PO)         | 18  | 11 | 7  | 1438  | 1357  | 29  | 61,1 |
| 4     | CULTURAL (SANTA SYLVINA) (PO)    | 18  | 10 | 8  | 1342  | 1331  | 28  | 55,5 |
| 5     | TOKIO (POSADAS) (PO)             | 18  | 10 | 8  | 1292  | 1220  | 28  | 55,5 |
| 6     | HERCULES (CHARATA) (PO)          | 18  | 10 | 8  | 1371  | 1271  | 28  | 55,5 |
| 7     | CAPRI (POSADAS) (PO)             | 18  | 9  | 9  | 1315  | 1333  | 27  | 50   |
| 8     | SAN LORENZO (MONTE CASEROS) (PO) | 18  | 6  | 12 | 1237  | 1310  | 24  | 33,3 |
| 9     | HINDÚ (RESISTENCIA) (E)          | 18  | 5  | 13 | 1281  | 1412  | 23  | 27,7 |
| 10    | AMAD (GOYA) (E)                  | 18  | 5  | 13 | 1178  | 1445  | 23  | 27,7 |
| Total | Total                            | 180 | 90 | 90 | 13124 | 13124 | 270 | 50   |

| Cuadro de desempate posiciones 2 / 3 |            |       |       |   |   |     |     |     |
| Pos                                  | Equipo     | SM    | S     | G | P | GF  | GC  | Pts |
| 2                                    | San Martín |       | 66-62 | 2 | 0 | 151 | 142 | 4   |
| 3                                    | Sarmiento  | 80-85 |       | 0 | 2 | 142 | 151 | 2   |

| Cuadro de desempate posiciones 4, 5 y 6 |          |       |       |       |   |   |     |     |     |
| Pos                                     | Equipo   | C     | T     | H     | G | P | GF  | GC  | Pts |
| 4                                       | Cultural |       | 61-78 | 77-74 | 3 | 1 | 297 | 286 | 5   |
| 5                                       | Tokio    | 74-85 |       | 77-71 | 2 | 2 | 282 | 289 | 4   |
| 6                                       | Hércules | 60-74 | 72-53 |       | 1 | 3 | 277 | 281 | 3   |

Referencias
| (PO) | Clasifican a play-off de división. |
| (E)  | Eliminado. Finaliza la temporada   |

Conferencia Oeste: 13 clubes divididos en dos grupos.
- Grupo A (7 equipos): Juegan todos contra todos ida y vuelta dentro de la zona (12 partidos por equipo), entre el 08/03 y el 29/04.

| Pos   | Equipo                          | PJ | PG | PP | GF   | GC   | Pts | %    |
| ----- | ------------------------------- | -- | -- | -- | ---- | ---- | --- | ---- |
| 1     | HURACAN LAS HERAS(PO)           | 12 | 10 | 2  | 1155 | 964  | 22  | 83,3 |
| 2     | FACUNDO (LA RIOJA) (PO)         | 12 | 9  | 3  | 1016 | 947  | 21  | 75   |
| 3     | GEPU (SAN LUIS) (PI)            | 12 | 9  | 3  | 906  | 860  | 21  | 75   |
| 4     | RIOJANO (LA RIOJA)(PI)          | 12 | 6  | 6  | 970  | 982  | 18  | 50   |
| 5     | CHAMICAL BASQUET (CHAMICAL)(PI) | 12 | 4  | 8  | 907  | 976  | 16  | 33,3 |
| 6     | BANCO RIOJA (LA RIOJA)(PI)      | 12 | 3  | 9  | 827  | 904  | 15  | 25   |
| 7     | LA RIOJA BASKET (LA RIOJA)(E)   | 12 | 1  | 11 | 890  | 1038 | 13  | 8,3  |
| Total | Total                           | 84 | 42 | 42 | 6671 | 6671 | 126 | 50   |

| Cuadro de desempate posiciones 2 / 3 |         |       |       |   |   |     |     |     |
| Pos                                  | Equipo  | G     | F     | G | P | GF  | GC  | Pts |
| 2                                    | Facundo |       | 82-75 | 2 | 0 | 154 | 146 | 4   |
| 3                                    | GEPU    | 71-72 |       | 0 | 2 | 146 | 154 | 2   |

- Grupo B (6 equipos): Juegan todos contra todos ida y vuelta dentro de la zona (10 partidos).

| Pos   | Equipo                               | PJ | PG | PP | GF   | GC   | Pts | %  |
| ----- | ------------------------------------ | -- | -- | -- | ---- | ---- | --- | -- |
| 1     | EL CEIBO (SAN FRANCISCO) (PO)        | 10 | 9  | 1  | 768  | 718  | 19  | 90 |
| 2     | BOCHAS SC (COLONIA CAROYA) (PO)      | 10 | 7  | 3  | 817  | 708  | 17  | 70 |
| 3     | 9 DE JULIO (MORTEROS) (PI)           | 10 | 6  | 4  | 791  | 764  | 16  | 60 |
| 4     | CENTRAL ARGENTINO (VILLA MARIA) (PI) | 10 | 3  | 7  | 739  | 760  | 13  | 30 |
| 5     | EL TALA (SAN FRANCISCO) (PI)         | 10 | 3  | 7  | 669  | 767  | 13  | 30 |
| 6     | ALMAFUERTE (LAS VARILLAS) (PI)       | 10 | 2  | 8  | 693  | 760  | 12  | 20 |
| Total | Total                                | 60 | 30 | 30 | 4477 | 4477 | 90  | 50 |

| Cuadro de desempate posiciones 4 / 5 |                   |       |       |   |   |     |     |     |
| Pos                                  | Equipo            | CA    | ET    | G | P | GF  | GC  | Pts |
| 4                                    | Central Argentino |       | 85-52 | 1 | 1 | 152 | 131 | 3   |
| 5                                    | El Tala           | 79-67 |       | 1 | 1 | 131 | 152 | 3   |

Referencias
| (PO) | Clasifican a play-off de división. |
| (PI) | Clasifican a play-in de división.  |
| (E)  | Eliminado. Finaliza la temporada   |

División FeBAMBA: 27 clubes divididos en 3 grupos.
- Grupo A (9 equipos): Juegan todos contra todos ida y vuelta dentro de la zona (16 partidos por equipo) entre el ocho de marzo y el ocho de mayo.

| Pos   | Equipo                                      | PJ  | PG | PP | GF    | GC    | Pts | %    |
| ----- | ------------------------------------------- | --- | -- | -- | ----- | ----- | --- | ---- |
| 1     | 3 DE FEBRERO (SAN ANDRÉS) (PO)              | 16  | 9  | 7  | 1184  | 1079  | 25  | 56,2 |
| 2     | GEVP (CABA) (PO)                            | 16  | 9  | 7  | 1126  | 1151  | 25  | 56,2 |
| 3     | ATLÉTICO SAN MIGUEL (SAN MIGUEL) (PO)       | 16  | 9  | 7  | 1093  | 1055  | 25  | 56,2 |
| 4     | SOCIAL ALEJANDRO KORN (ALEJANDRO KORN) (PO) | 16  | 9  | 7  | 1079  | 1050  | 25  | 56,2 |
| 5     | INDEPENDIENTE (AVELLANEDA) (PO)             | 16  | 8  | 8  | 1142  | 1126  | 24  | 50   |
| 6     | GIMNASIA Y ESGRIMA (ITUZAINGO) (PO)         | 16  | 8  | 8  | 1190  | 1201  | 24  | 50   |
| 7     | INSTITUCIÓN SARMIENTO (SANTOS LUGARES) (PO) | 16  | 7  | 9  | 1097  | 1128  | 23  | 43,7 |
| 8     | ATLÉTICO MONTE GRANDE (MONTE GRANDE) (PO)   | 16  | 7  | 9  | 1092  | 1100  | 23  | 43,7 |
| 9     | SAN FERNANDO (SAN FERNANDO) (E)             | 16  | 6  | 10 | 1034  | 1147  | 22  | 37,5 |
| Total | Total                                       | 144 | 72 | 72 | 10037 | 10037 | 216 | 50   |

| Cuadro de desempate posiciones 1, 2, 3 y 4 |                 |       |       |       |       |   |   |     |     |     |
| Pos                                        | Equipo          | 3F    | G     | SM    | AK    | G | P | GF  | GC  | Pts |
| 1                                          | Tres de febrero |       | 77-78 | 80-65 | 80-69 | 4 | 2 | 444 | 411 | 10  |
| 2                                          | GEVP            | 73-63 |       | 77-70 | 73-63 | 3 | 3 | 396 | 419 | 9   |
| 3                                          | San Miguel      | 74-76 | 69-64 |       | 78-73 | 3 | 3 | 405 | 437 | 9   |
| 4                                          | Alejandro Korn  | 76-55 | 67-56 | 48-57 |       | 2 | 4 | 429 | 412 | 8   |

| Cuadro de desempate posiciones 5 / 6 |                              |       |       |   |   |     |     |     |
| Pos                                  | Equipo                       | I     | G     | G | P | GF  | GC  | Pts |
| 5                                    | Independiente                |       | 69-53 | 1 | 1 | 147 | 146 | 3   |
| 6                                    | Gimnasia y Esgrima Ituzaingó | 93-78 |       | 1 | 1 | 146 | 147 | 3   |

| Cuadro de desempate posiciones 7 / 8 |              |       |       |   |   |     |     |     |
| Pos                                  | Equipo       | IS    | MG    | G | P | GF  | GC  | Pts |
| 7                                    | Sarmiento    |       | 70-60 | 1 | 1 | 129 | 126 | 3   |
| 8                                    | Monte Grande | 66-59 |       | 1 | 1 | 126 | 129 | 3   |

- Grupo B (9 equipos): Juegan todos contra todos ida y vuelta dentro de la zona (16 partidos por equipo) entre el siete de marzo y el seis de mayo.

| Pos   | Equipo                     | PJ  | PG | PP | GF    | GC    | Pts | %    |
| ----- | -------------------------- | --- | -- | -- | ----- | ----- | --- | ---- |
| 1     | RIVER PLATE (PO)           | 16  | 15 | 1  | 1269  | 1022  | 31  | 93,7 |
| 2     | CASA (PADUA) (PO)          | 16  | 14 | 2  | 1224  | 1073  | 30  | 87,5 |
| 3     | CAZA Y PESCA (PO)          | 16  | 13 | 3  | 1329  | 1090  | 29  | 81,2 |
| 4     | LOS INDIOS (MORENO) (PO)   | 16  | 8  | 8  | 1089  | 1060  | 24  | 50   |
| 5     | MIDLAND (PO)               | 16  | 6  | 10 | 1166  | 1226  | 22  | 37,5 |
| 6     | DEP. BERAZATEGUI (PO)      | 16  | 6  | 10 | 1052  | 1134  | 22  | 37,5 |
| 7     | UNION VECINAL (MUNRO) (PO) | 16  | 5  | 11 | 1099  | 1151  | 21  | 31,2 |
| 8     | SAN ANDRES (PO)            | 16  | 3  | 13 | 1130  | 1317  | 19  | 18,7 |
| 9     | BANCO NACION (E)           | 16  | 2  | 14 | 1048  | 1333  | 18  | 12,5 |
| Total | Total                      | 144 | 72 | 72 | 10406 | 10406 | 216 | 50   |

| Cuadro de desempate posiciones 5 / 6 |                       |       |       |   |   |     |     |     |
| Pos                                  | Equipo                | FM    | DB    | G | P | GF  | GC  | Pts |
| 5                                    | Ferrocarril Midland   |       | 79-65 | 2 | 0 | 157 | 138 | 4   |
| 6                                    | Deportivo Berazategui | 73-78 |       | 0 | 2 | 138 | 157 | 2   |

- Grupo C (9 equipos): Juegan todos contra todos ida y vuelta dentro de la zona (16 partidos por equipo) entre el trece de marzo y el once de mayo.

| Pos   | Equipo                                     | PJ  | PG | PP | GF   | GC   | Pts | %    |
| ----- | ------------------------------------------ | --- | -- | -- | ---- | ---- | --- | ---- |
| 1     | PRESIDENTE DERQUI (PRESIDENTE DERQUI) (PO) | 16  | 15 | 1  | 1238 | 957  | 31  | 93,7 |
| 2     | ESTUDIANTIL PORTEÑO (RAMOS MEJÍA) (PO)     | 16  | 11 | 5  | 1148 | 1050 | 27  | 68,7 |
| 3     | CLARIDAD (CIUDADELA) (PO)                  | 16  | 10 | 6  | 1210 | 1124 | 26  | 62,5 |
| 4     | SPORTIVO PILAR (PILAR) (PO)                | 16  | 9  | 7  | 1173 | 1163 | 25  | 56,2 |
| 5     | ATENEO POPULAR VERSAILLES (CABA) (PO)      | 16  | 8  | 8  | 1117 | 1084 | 24  | 50   |
| 6     | PINOCHO (CABA) (PO)                        | 16  | 6  | 10 | 1103 | 1092 | 22  | 37,5 |
| 7     | CAÑUELAS FC (CAÑUELAS) (PO)                | 16  | 5  | 11 | 942  | 1098 | 21  | 31,2 |
| 8     | DEFENSORES DE HURLINGHAM (HURLINGHAM) (PO) | 16  | 4  | 12 | 963  | 1160 | 20  | 25   |
| 9     | ATLÉTICO EZEIZA (EZEIZA ) (E)              | 16  | 4  | 12 | 1009 | 1175 | 20  | 25   |
| Total | Total                                      | 144 | 72 | 72 | 9903 | 9903 | 216 | 50   |

| Cuadro de desempate posiciones 8 / 9 |                          |       |       |   |   |     |     |     |
| Pos                                  | Equipo                   | DH    | AE    | G | P | GF  | GC  | Pts |
| 8                                    | Defensores de Hurlingham |       | 56-61 | 1 | 1 | 126 | 116 | 3   |
| 9                                    | Atlético Ezeiza          | 55-70 |       | 1 | 1 | 116 | 126 | 3   |

Referencias
| (PO) | Clasifican a playoff de división. |
| (E)  | Eliminado. Finaliza la temporada  |

### Postemporada
Todas las series se disputan al mejor de tres partidos con formato 1-2, y ventaja de localía para el equipo con mejor porcentaje de triunfos en la etapa regular.

El lunes 28 de abril la CAB, dio a conocer las fechas de disputa de las primeras eliminatorias de playoffs. Determinó que la postemporada de comienzo el 6 de mayo en la división sur.

#### Playoffs divisionales
División Sur:
|  | Primera Eliminatoria 6, 10, 11 y 12 de mayo | Primera Eliminatoria 6, 10, 11 y 12 de mayo | Primera Eliminatoria 6, 10, 11 y 12 de mayo | Primera Eliminatoria 6, 10, 11 y 12 de mayo | Primera Eliminatoria 6, 10, 11 y 12 de mayo | Primera Eliminatoria 6, 10, 11 y 12 de mayo |    |         | Segunda Eliminatoria 17 de mayo y 22 de mayo | Segunda Eliminatoria 17 de mayo y 22 de mayo | Segunda Eliminatoria 17 de mayo y 22 de mayo | Segunda Eliminatoria 17 de mayo y 22 de mayo | Segunda Eliminatoria 17 de mayo y 22 de mayo | Segunda Eliminatoria 17 de mayo y 22 de mayo |  |    | Clasificados | Clasificados | Clasificados |  |
|  |                                             |                                             |                                             |                                             |                                             |                                             |    |         |                                              |                                              |                                              |                                              |                                              |                                              |  |    |              |              |              |  |
|  |                                             |                                             |                                             |                                             |                                             |                                             |    |         |                                              |                                              |                                              |                                              |                                              |                                              |  |    |              |              |              |  |
|  | 1°                                          | Pérfora                                     | 83                                          | 85                                          |                                             | 2                                           |    |         |                                              |                                              |                                              |                                              |                                              |                                              |  |    |              |              |              |  |
|  | 1°                                          | Pérfora                                     | 83                                          | 85                                          |                                             |                                             |    |         |                                              |                                              |                                              |                                              |                                              |                                              |  |    |              |              |              |  |
|  | 8°                                          | Del Progreso                                | 70                                          | 75                                          |                                             | 0                                           |    |         |                                              |                                              |                                              |                                              |                                              |                                              |  |    |              |              |              |  |
|  | 8°                                          | Del Progreso                                | 70                                          | 75                                          |                                             | 0                                           | 1° | Pérfora | 86                                           | 105                                          |                                              | 2                                            |                                              |                                              |  |    |              |              |              |  |
|  |                                             |                                             |                                             |                                             |                                             |                                             | 1° | Pérfora | 86                                           | 105                                          |                                              | 2                                            |                                              |                                              |  |    |              |              |              |  |
|  |                                             |                                             | 4°                                          | Pacífico                                    | 71                                          | 99                                          |    | 0       |                                              |                                              |                                              |                                              |                                              |                                              |  |    |              |              |              |  |
|  | 4°                                          | Pacífico                                    | 4°                                          | Pacífico                                    | 71                                          | 99                                          | 79 | 0       | 67                                           | 93                                           | 2                                            |                                              |                                              |                                              |  |    |              |              |              |  |
|  | 4°                                          | Pacífico                                    |                                             |                                             |                                             |                                             |    |         |                                              |                                              | 2                                            |                                              |                                              |                                              |  |    |              |              |              |  |
|  | 5°                                          | Centro Español                              | 76                                          | 92                                          | 86                                          | 1                                           |    |         |                                              |                                              |                                              |                                              |                                              |                                              |  |    |              |              |              |  |
|  | 5°                                          | Centro Español                              | 76                                          | 92                                          | 86                                          | 1                                           |    |         |                                              |                                              |                                              |                                              |                                              |                                              |  | 1° | Pérfora      | 71,4%        |              |  |
|  |                                             |                                             |                                             |                                             |                                             |                                             |    |         |                                              |                                              |                                              |                                              |                                              |                                              |  | 1° | Pérfora      | 71,4%        |              |  |
|  |                                             |                                             | 2°                                          | Atl. Regina                                 | 42,9%                                       |                                             |    |         |                                              |                                              |                                              |                                              |                                              |                                              |  |    |              |              |              |  |
|  | 3°                                          | El Biguá                                    | 2°                                          | Atl. Regina                                 | 42,9%                                       | 57                                          | 86 | 57      | 1                                            |                                              |                                              |                                              |                                              |                                              |  |    |              |              |              |  |
|  | 3°                                          | El Biguá                                    |                                             |                                             |                                             |                                             |    |         |                                              |                                              |                                              |                                              |                                              |                                              |  |    |              |              |              |  |
|  | 6°                                          | Atlético Regina                             | 70                                          | 61                                          | 60                                          | 2                                           |    |         |                                              |                                              |                                              |                                              |                                              |                                              |  |    |              |              |              |  |
|  | 6°                                          | Atlético Regina                             | 70                                          | 61                                          | 60                                          | 2                                           |    | 6°      | Atl. Regina                                  | 57                                           | 72                                           |                                              | 2                                            |                                              |  |    |              |              |              |  |
|  |                                             |                                             |                                             |                                             |                                             |                                             |    | 6°      | Atl. Regina                                  | 57                                           | 72                                           |                                              | 2                                            |                                              |  |    |              |              |              |  |
|  |                                             |                                             | 7°                                          | Dep. Roca                                   | 54                                          | 67                                          |    | 0       |                                              |                                              |                                              |                                              |                                              |                                              |  |    |              |              |              |  |
|  | 2°                                          | Independiente                               | 7°                                          | Dep. Roca                                   | 54                                          | 67                                          | 59 | 0       | 74                                           | 62                                           | 1                                            |                                              |                                              |                                              |  |    |              |              |              |  |
|  | 2°                                          | Independiente                               |                                             |                                             |                                             |                                             |    |         |                                              |                                              | 1                                            |                                              |                                              |                                              |  |    |              |              |              |  |
|  | 7°                                          | Deportivo Roca                              | 60                                          | 70                                          | 65                                          | 2                                           |    |         |                                              |                                              |                                              |                                              |                                              |                                              |  |    |              |              |              |  |
|  | 7°                                          | Deportivo Roca                              | 60                                          | 70                                          | 65                                          | 2                                           |    |         |                                              |                                              |                                              |                                              |                                              |                                              |  |    |              |              |              |  |
|  |                                             |                                             |                                             |                                             |                                             |                                             |    |         |                                              |                                              |                                              |                                              |                                              |                                              |  |    |              |              |              |  |

División Sudeste:
|  | Primera Eliminatoria 9, 15 y 16 de mayo | Primera Eliminatoria 9, 15 y 16 de mayo | Primera Eliminatoria 9, 15 y 16 de mayo | Primera Eliminatoria 9, 15 y 16 de mayo | Primera Eliminatoria 9, 15 y 16 de mayo | Primera Eliminatoria 9, 15 y 16 de mayo |    |   | Segunda Eliminatoria 20, 24 y 25 de mayo | Segunda Eliminatoria 20, 24 y 25 de mayo | Segunda Eliminatoria 20, 24 y 25 de mayo | Segunda Eliminatoria 20, 24 y 25 de mayo | Segunda Eliminatoria 20, 24 y 25 de mayo | Segunda Eliminatoria 20, 24 y 25 de mayo |               |       | Clasificados | Clasificados | Clasificados |  |  |  |  |  |  |
|  |                                         |                                         |                                         |                                         |                                         |                                         |    |   |                                          |                                          |                                          |                                          |                                          |                                          |               |       |              |              |              |  |  |  |  |  |  |
|  |                                         |                                         |                                         |                                         |                                         |                                         |    |   |                                          |                                          |                                          |                                          |                                          |                                          |               |       |              |              |              |  |  |  |  |  |  |
|  |                                         |                                         |                                         |                                         |                                         |                                         |    |   |                                          |                                          |                                          |                                          |                                          |                                          |               |       |              |              |              |  |  |  |  |  |  |
|  |                                         |                                         |                                         |                                         |                                         |                                         |    |   |                                          |                                          |                                          |                                          |                                          |                                          |               |       |              |              |              |  |  |  |  |  |  |
|  |                                         |                                         |                                         |                                         |                                         |                                         |    |   |                                          |                                          |                                          |                                          |                                          |                                          |               |       |              |              |              |  |  |  |  |  |  |
|  |                                         | 1B                                      | Belgrano (SN)                           | 62                                      | 91                                      | 88                                      | 2  |   |                                          |                                          |                                          |                                          |                                          |                                          |               |       |              |              |              |  |  |  |  |  |  |
|  |                                         |                                         |                                         |                                         |                                         |                                         | 2  |   |                                          |                                          |                                          |                                          |                                          |                                          |               |       |              |              |              |  |  |  |  |  |  |
|  |                                         |                                         | 5B                                      | Independiente (T)                       | 67                                      | 67                                      | 84 | 1 |                                          |                                          |                                          |                                          |                                          |                                          |               |       |              |              |              |  |  |  |  |  |  |
|  | 4A                                      | Ferro (GP)                              | 5B                                      | Independiente (T)                       | 67                                      | 67                                      | 84 | 1 | 83                                       | 61                                       |                                          | 0                                        |                                          |                                          |               |       |              |              |              |  |  |  |  |  |  |
|  | 4A                                      | Ferro (GP)                              |                                         |                                         |                                         |                                         |    |   |                                          |                                          |                                          |                                          |                                          |                                          |               |       |              |              |              |  |  |  |  |  |  |
|  | 5B                                      | Independiente (T)                       | 88                                      | 70                                      |                                         | 2                                       |    |   |                                          |                                          |                                          |                                          |                                          |                                          |               |       |              |              |              |  |  |  |  |  |  |
|  | 5B                                      | Independiente (T)                       | 88                                      | 70                                      |                                         |                                         |    |   |                                          |                                          |                                          |                                          |                                          | 1°                                       | Belgrano      | 58,3% |              |              |              |  |  |  |  |  |  |
|  |                                         |                                         |                                         |                                         |                                         |                                         |    |   |                                          |                                          |                                          |                                          |                                          |                                          | Belgrano      | 58,3% |              |              |              |  |  |  |  |  |  |
|  |                                         |                                         | 2°                                      | Independiente                           | 70%                                     |                                         |    |   |                                          |                                          |                                          |                                          |                                          |                                          |               |       |              |              |              |  |  |  |  |  |  |
|  |                                         |                                         | 2°                                      | Independiente                           | 70%                                     |                                         |    |   |                                          |                                          |                                          |                                          |                                          |                                          |               |       |              |              |              |  |  |  |  |  |  |
|  |                                         |                                         |                                         |                                         |                                         |                                         |    |   |                                          |                                          |                                          |                                          |                                          |                                          |               |       |              |              |              |  |  |  |  |  |  |
|  |                                         |                                         |                                         |                                         |                                         |                                         |    |   |                                          |                                          |                                          |                                          |                                          |                                          |               |       |              |              |              |  |  |  |  |  |  |
|  |                                         | 2A                                      | Independiente (GP)                      | 76                                      | 80                                      |                                         | 2  |   |                                          |                                          |                                          |                                          |                                          |                                          |               |       |              |              |              |  |  |  |  |  |  |
|  |                                         |                                         |                                         |                                         |                                         |                                         | 2  |   |                                          |                                          |                                          |                                          |                                          |                                          |               |       |              |              |              |  |  |  |  |  |  |
|  |                                         |                                         | 3B                                      | Atenas (LP)                             | 75                                      | 79                                      |    | 0 |                                          |                                          |                                          |                                          |                                          |                                          |               |       |              |              |              |  |  |  |  |  |  |
|  | 3B                                      | Atenas (LP)                             | 3B                                      | Atenas (LP)                             | 75                                      | 79                                      | 61 | 0 | 83                                       | 85                                       | 2                                        |                                          |                                          |                                          |               |       |              |              |              |  |  |  |  |  |  |
|  | 3B                                      | Atenas (LP)                             |                                         |                                         |                                         |                                         |    |   |                                          |                                          | 2                                        |                                          |                                          |                                          |               |       |              |              |              |  |  |  |  |  |  |
|  | 6A                                      | Los Indios (J)                          | 78                                      | 59                                      | 80                                      | 1                                       |    |   |                                          |                                          |                                          |                                          |                                          |                                          |               |       |              |              |              |  |  |  |  |  |  |
|  | 6A                                      | Los Indios (J)                          | 78                                      | 59                                      | 80                                      | 1                                       |    |   |                                          |                                          |                                          |                                          |                                          |                                          |               |       |              |              |              |  |  |  |  |  |  |
|  |                                         |                                         |                                         |                                         |                                         |                                         |    |   |                                          |                                          |                                          |                                          |                                          |                                          |               |       |              |              |              |  |  |  |  |  |  |
|  |                                         |                                         |                                         |                                         |                                         |                                         |    |   |                                          |                                          |                                          |                                          |                                          |                                          |               |       |              |              |              |  |  |  |  |  |  |
|  |                                         |                                         |                                         |                                         |                                         |                                         |    |   |                                          |                                          |                                          |                                          |                                          |                                          |               |       |              |              |              |  |  |  |  |  |  |
|  |                                         |                                         |                                         |                                         |                                         |                                         |    |   |                                          |                                          |                                          |                                          |                                          |                                          |               |       |              |              |              |  |  |  |  |  |  |
|  |                                         |                                         |                                         |                                         |                                         |                                         |    |   |                                          |                                          |                                          |                                          |                                          |                                          |               |       |              |              |              |  |  |  |  |  |  |
|  |                                         | 2B                                      | Independiente (Z)                       | 70                                      | 67                                      | 77                                      | 2  |   |                                          |                                          |                                          |                                          |                                          |                                          |               |       |              |              |              |  |  |  |  |  |  |
|  |                                         |                                         |                                         |                                         |                                         |                                         | 2  |   |                                          |                                          |                                          |                                          |                                          |                                          |               |       |              |              |              |  |  |  |  |  |  |
|  |                                         |                                         | 3A                                      | San Martín (J)                          | 73                                      | 60                                      | 73 | 1 |                                          |                                          |                                          |                                          |                                          |                                          |               |       |              |              |              |  |  |  |  |  |  |
|  | 3A                                      | San Martín (J)                          | 3A                                      | San Martín (J)                          | 73                                      | 60                                      | 73 | 1 | 69                                       | 72                                       |                                          | 2                                        |                                          |                                          |               |       |              |              |              |  |  |  |  |  |  |
|  | 3A                                      | San Martín (J)                          |                                         |                                         |                                         |                                         |    |   |                                          |                                          |                                          |                                          |                                          |                                          |               |       |              |              |              |  |  |  |  |  |  |
|  | 6B                                      | Estudiantes (LP)                        | 68                                      | 60                                      |                                         | 0                                       |    |   |                                          |                                          |                                          |                                          |                                          |                                          |               |       |              |              |              |  |  |  |  |  |  |
|  | 6B                                      | Estudiantes (LP)                        | 68                                      | 60                                      |                                         |                                         |    |   |                                          |                                          |                                          |                                          |                                          | 3°                                       | Independiente | 58,3% |              |              |              |  |  |  |  |  |  |
|  |                                         |                                         |                                         |                                         |                                         |                                         |    |   |                                          |                                          |                                          |                                          |                                          |                                          | Independiente | 58,3% |              |              |              |  |  |  |  |  |  |
|  |                                         |                                         | 4°                                      | Somisa                                  | 50%                                     |                                         |    |   |                                          |                                          |                                          |                                          |                                          |                                          |               |       |              |              |              |  |  |  |  |  |  |
|  |                                         |                                         | 4°                                      | Somisa                                  | 50%                                     |                                         |    |   |                                          |                                          |                                          |                                          |                                          |                                          |               |       |              |              |              |  |  |  |  |  |  |
|  |                                         |                                         |                                         |                                         |                                         |                                         |    |   |                                          |                                          |                                          |                                          |                                          |                                          |               |       |              |              |              |  |  |  |  |  |  |
|  |                                         |                                         |                                         |                                         |                                         |                                         |    |   |                                          |                                          |                                          |                                          |                                          |                                          |               |       |              |              |              |  |  |  |  |  |  |
|  |                                         | 1A                                      | All Boys (SR)                           | 58                                      | 70                                      |                                         | 0  |   |                                          |                                          |                                          |                                          |                                          |                                          |               |       |              |              |              |  |  |  |  |  |  |
|  |                                         |                                         |                                         |                                         |                                         |                                         | 0  |   |                                          |                                          |                                          |                                          |                                          |                                          |               |       |              |              |              |  |  |  |  |  |  |
|  |                                         |                                         | 4B                                      | Somisa (SN)                             | 70                                      | 85                                      |    | 2 |                                          |                                          |                                          |                                          |                                          |                                          |               |       |              |              |              |  |  |  |  |  |  |
|  | 4B                                      | Somisa (SN)                             | 4B                                      | Somisa (SN)                             | 70                                      | 85                                      | 73 | 2 | 90                                       | 96                                       | 2                                        |                                          |                                          |                                          |               |       |              |              |              |  |  |  |  |  |  |
|  | 4B                                      | Somisa (SN)                             |                                         |                                         |                                         |                                         |    |   |                                          |                                          | 2                                        |                                          |                                          |                                          |               |       |              |              |              |  |  |  |  |  |  |
|  | 5A                                      | Colón (Ch)                              | 77                                      | 54                                      | 84                                      | 1                                       |    |   |                                          |                                          |                                          |                                          |                                          |                                          |               |       |              |              |              |  |  |  |  |  |  |
|  | 5A                                      | Colón (Ch)                              | 77                                      | 54                                      | 84                                      | 1                                       |    |   |                                          |                                          |                                          |                                          |                                          |                                          |               |       |              |              |              |  |  |  |  |  |  |
|  |                                         |                                         |                                         |                                         |                                         |                                         |    |   |                                          |                                          |                                          |                                          |                                          |                                          |               |       |              |              |              |  |  |  |  |  |  |

Oeste
|  | Primera Eliminatoria 8, 12 y 13 de mayo | Primera Eliminatoria 8, 12 y 13 de mayo | Primera Eliminatoria 8, 12 y 13 de mayo | Primera Eliminatoria 8, 12 y 13 de mayo | Primera Eliminatoria 8, 12 y 13 de mayo | Primera Eliminatoria 8, 12 y 13 de mayo |    |   | Segunda Eliminatoria 18, 24 y 25 de mayo | Segunda Eliminatoria 18, 24 y 25 de mayo | Segunda Eliminatoria 18, 24 y 25 de mayo | Segunda Eliminatoria 18, 24 y 25 de mayo | Segunda Eliminatoria 18, 24 y 25 de mayo | Segunda Eliminatoria 18, 24 y 25 de mayo |          |     | Clasificados | Clasificados | Clasificados |  |  |  |  |  |  |
|  |                                         |                                         |                                         |                                         |                                         |                                         |    |   |                                          |                                          |                                          |                                          |                                          |                                          |          |     |              |              |              |  |  |  |  |  |  |
|  |                                         |                                         |                                         |                                         |                                         |                                         |    |   |                                          |                                          |                                          |                                          |                                          |                                          |          |     |              |              |              |  |  |  |  |  |  |
|  |                                         |                                         |                                         |                                         |                                         |                                         |    |   |                                          |                                          |                                          |                                          |                                          |                                          |          |     |              |              |              |  |  |  |  |  |  |
|  |                                         |                                         |                                         |                                         |                                         |                                         |    |   |                                          |                                          |                                          |                                          |                                          |                                          |          |     |              |              |              |  |  |  |  |  |  |
|  |                                         |                                         |                                         |                                         |                                         |                                         |    |   |                                          |                                          |                                          |                                          |                                          |                                          |          |     |              |              |              |  |  |  |  |  |  |
|  |                                         | 1A                                      | Huracán LH                              | 80                                      | 96                                      |                                         | 2  |   |                                          |                                          |                                          |                                          |                                          |                                          |          |     |              |              |              |  |  |  |  |  |  |
|  |                                         |                                         |                                         |                                         |                                         |                                         | 2  |   |                                          |                                          |                                          |                                          |                                          |                                          |          |     |              |              |              |  |  |  |  |  |  |
|  |                                         |                                         | 4B                                      | Central Argentino                       | 79                                      | 89                                      |    | 0 |                                          |                                          |                                          |                                          |                                          |                                          |          |     |              |              |              |  |  |  |  |  |  |
|  | 4B                                      | Central Argentino                       | 4B                                      | Central Argentino                       | 79                                      | 89                                      | 75 | 0 | 69                                       |                                          | 2                                        |                                          |                                          |                                          |          |     |              |              |              |  |  |  |  |  |  |
|  | 4B                                      | Central Argentino                       |                                         |                                         |                                         |                                         |    |   |                                          |                                          | 2                                        |                                          |                                          |                                          |          |     |              |              |              |  |  |  |  |  |  |
|  | 5A                                      | Chamical                                | 67                                      | 54                                      |                                         | 0                                       |    |   |                                          |                                          |                                          |                                          |                                          |                                          |          |     |              |              |              |  |  |  |  |  |  |
|  | 5A                                      | Chamical                                | 67                                      | 54                                      |                                         |                                         |    |   |                                          |                                          |                                          |                                          |                                          | 1°                                       | El Ceibo | 90% |              |              |              |  |  |  |  |  |  |
|  |                                         |                                         |                                         |                                         |                                         |                                         |    |   |                                          |                                          |                                          |                                          |                                          |                                          | El Ceibo | 90% |              |              |              |  |  |  |  |  |  |
|  |                                         |                                         | 2°                                      | Huracán LH                              | 83,3%                                   |                                         |    |   |                                          |                                          |                                          |                                          |                                          |                                          |          |     |              |              |              |  |  |  |  |  |  |
|  |                                         |                                         | 2°                                      | Huracán LH                              | 83,3%                                   |                                         |    |   |                                          |                                          |                                          |                                          |                                          |                                          |          |     |              |              |              |  |  |  |  |  |  |
|  |                                         |                                         |                                         |                                         |                                         |                                         |    |   |                                          |                                          |                                          |                                          |                                          |                                          |          |     |              |              |              |  |  |  |  |  |  |
|  |                                         |                                         |                                         |                                         |                                         |                                         |    |   |                                          |                                          |                                          |                                          |                                          |                                          |          |     |              |              |              |  |  |  |  |  |  |
|  |                                         | 1B                                      | Ceibo                                   | 86                                      | 87                                      | 76                                      | 2  |   |                                          |                                          |                                          |                                          |                                          |                                          |          |     |              |              |              |  |  |  |  |  |  |
|  |                                         |                                         |                                         |                                         |                                         |                                         | 2  |   |                                          |                                          |                                          |                                          |                                          |                                          |          |     |              |              |              |  |  |  |  |  |  |
|  |                                         |                                         | 4A                                      | Riojano                                 | 87                                      | 65                                      | 62 | 1 |                                          |                                          |                                          |                                          |                                          |                                          |          |     |              |              |              |  |  |  |  |  |  |
|  | 4A                                      | Riojano                                 | 4A                                      | Riojano                                 | 87                                      | 65                                      | 62 | 1 | 68                                       | 85                                       | 73                                       | 2                                        |                                          |                                          |          |     |              |              |              |  |  |  |  |  |  |
|  | 4A                                      | Riojano                                 |                                         |                                         |                                         |                                         |    |   |                                          |                                          | 73                                       | 2                                        |                                          |                                          |          |     |              |              |              |  |  |  |  |  |  |
|  | 5B                                      | El Tala                                 | 71                                      | 72                                      | 66                                      | 1                                       |    |   |                                          |                                          |                                          |                                          |                                          |                                          |          |     |              |              |              |  |  |  |  |  |  |
|  | 5B                                      | El Tala                                 | 71                                      | 72                                      | 66                                      | 1                                       |    |   |                                          |                                          |                                          |                                          |                                          |                                          |          |     |              |              |              |  |  |  |  |  |  |
|  |                                         |                                         |                                         |                                         |                                         |                                         |    |   |                                          |                                          |                                          |                                          |                                          |                                          |          |     |              |              |              |  |  |  |  |  |  |
|  |                                         |                                         |                                         |                                         |                                         |                                         |    |   |                                          |                                          |                                          |                                          |                                          |                                          |          |     |              |              |              |  |  |  |  |  |  |
|  |                                         |                                         |                                         |                                         |                                         |                                         |    |   |                                          |                                          |                                          |                                          |                                          |                                          |          |     |              |              |              |  |  |  |  |  |  |
|  |                                         |                                         |                                         |                                         |                                         |                                         |    |   |                                          |                                          |                                          |                                          |                                          |                                          |          |     |              |              |              |  |  |  |  |  |  |
|  |                                         |                                         |                                         |                                         |                                         |                                         |    |   |                                          |                                          |                                          |                                          |                                          |                                          |          |     |              |              |              |  |  |  |  |  |  |
|  |                                         | 2B                                      | Bochas SC                               | 63                                      | 68                                      | 94                                      | 1  |   |                                          |                                          |                                          |                                          |                                          |                                          |          |     |              |              |              |  |  |  |  |  |  |
|  |                                         |                                         |                                         |                                         |                                         |                                         | 1  |   |                                          |                                          |                                          |                                          |                                          |                                          |          |     |              |              |              |  |  |  |  |  |  |
|  |                                         |                                         | 3A                                      | GEPU                                    | 69                                      | 60                                      | 99 | 2 |                                          |                                          |                                          |                                          |                                          |                                          |          |     |              |              |              |  |  |  |  |  |  |
|  | 3A                                      | GEPU                                    | 3A                                      | GEPU                                    | 69                                      | 60                                      | 99 | 2 | 76                                       | 76                                       | 72                                       | 2                                        |                                          |                                          |          |     |              |              |              |  |  |  |  |  |  |
|  | 3A                                      | GEPU                                    |                                         |                                         |                                         |                                         |    |   |                                          |                                          | 72                                       | 2                                        |                                          |                                          |          |     |              |              |              |  |  |  |  |  |  |
|  | 6B                                      | Almafuerte                              | 83                                      | 48                                      | 60                                      | 1                                       |    |   |                                          |                                          |                                          |                                          |                                          |                                          |          |     |              |              |              |  |  |  |  |  |  |
|  | 6B                                      | Almafuerte                              | 83                                      | 48                                      | 60                                      | 1                                       |    |   |                                          |                                          |                                          |                                          |                                          |                                          |          | 3°  | GEPU         | 75%          |              |  |  |  |  |  |  |
|  |                                         |                                         |                                         |                                         |                                         |                                         |    |   |                                          |                                          |                                          |                                          |                                          |                                          |          | 3°  | GEPU         | 75%          |              |  |  |  |  |  |  |
|  |                                         |                                         | 4°                                      | 9 de julio                              | 60%                                     |                                         |    |   |                                          |                                          |                                          |                                          |                                          |                                          |          |     |              |              |              |  |  |  |  |  |  |
|  |                                         |                                         | 4°                                      | 9 de julio                              | 60%                                     |                                         |    |   |                                          |                                          |                                          |                                          |                                          |                                          |          |     |              |              |              |  |  |  |  |  |  |
|  |                                         |                                         |                                         |                                         |                                         |                                         |    |   |                                          |                                          |                                          |                                          |                                          |                                          |          |     |              |              |              |  |  |  |  |  |  |
|  |                                         |                                         |                                         |                                         |                                         |                                         |    |   |                                          |                                          |                                          |                                          |                                          |                                          |          |     |              |              |              |  |  |  |  |  |  |
|  |                                         | 2A                                      | Facundo                                 | 75                                      | 95                                      | 71                                      | 1  |   |                                          |                                          |                                          |                                          |                                          |                                          |          |     |              |              |              |  |  |  |  |  |  |
|  |                                         |                                         |                                         |                                         |                                         |                                         | 1  |   |                                          |                                          |                                          |                                          |                                          |                                          |          |     |              |              |              |  |  |  |  |  |  |
|  |                                         |                                         | 3B                                      | 9 de julio                              | 83                                      | 81                                      | 79 | 2 |                                          |                                          |                                          |                                          |                                          |                                          |          |     |              |              |              |  |  |  |  |  |  |
|  | 3B                                      | 9 de julio                              | 3B                                      | 9 de julio                              | 83                                      | 81                                      | 79 | 2 | 69                                       | 70                                       |                                          | 2                                        |                                          |                                          |          |     |              |              |              |  |  |  |  |  |  |
|  | 3B                                      | 9 de julio                              |                                         |                                         |                                         |                                         |    |   |                                          |                                          |                                          |                                          |                                          |                                          |          |     |              |              |              |  |  |  |  |  |  |
|  | 6A                                      | Banco Rioja                             | 58                                      | 57                                      |                                         | 0                                       |    |   |                                          |                                          |                                          |                                          |                                          |                                          |          |     |              |              |              |  |  |  |  |  |  |
|  | 6A                                      | Banco Rioja                             | 58                                      | 57                                      |                                         |                                         |    |   |                                          |                                          |                                          |                                          |                                          |                                          |          |     |              |              |              |  |  |  |  |  |  |
|  |                                         |                                         |                                         |                                         |                                         |                                         |    |   |                                          |                                          |                                          |                                          |                                          |                                          |          |     |              |              |              |  |  |  |  |  |  |

Litoral
|  | Eliminatoria única 10, 17 y 19 de mayo | Eliminatoria única 10, 17 y 19 de mayo | Eliminatoria única 10, 17 y 19 de mayo | Eliminatoria única 10, 17 y 19 de mayo | Eliminatoria única 10, 17 y 19 de mayo | Eliminatoria única 10, 17 y 19 de mayo |    |              | Clasificados        | Clasificados | Clasificados |  |  |  |  |  |  |
|  |                                        |                                        |                                        |                                        |                                        |                                        |    |              |                     |              |              |  |  |  |  |  |  |
|  |                                        |                                        |                                        |                                        |                                        |                                        |    |              |                     |              |              |  |  |  |  |  |  |
|  | 1°                                     | Central Entrerriano                    | 68                                     | 77                                     | 82                                     | 2                                      |    |              |                     |              |              |  |  |  |  |  |  |
|  | 1°                                     | Central Entrerriano                    | 68                                     | 77                                     | 82                                     | 2                                      |    |              |                     |              |              |  |  |  |  |  |  |
|  | 8°                                     | Ciclista                               | 71                                     | 54                                     | 77                                     | 1                                      |    |              |                     |              |              |  |  |  |  |  |  |
|  | 8°                                     | Ciclista                               | 71                                     | 54                                     | 77                                     | 1                                      |    | 1°           | Central Entrerriano | 68,7%        |              |  |  |  |  |  |  |
|  |                                        |                                        |                                        |                                        |                                        |                                        |    | 1°           | Central Entrerriano | 68,7%        |              |  |  |  |  |  |  |
|  |                                        |                                        | 2°                                     | Ferro (San Salvador)                   | 62,5%                                  |                                        |    |              |                     |              |              |  |  |  |  |  |  |
|  | 2°                                     | Ferro (San Salvador)                   | 2°                                     | Ferro (San Salvador)                   | 62,5%                                  | 57                                     | 80 | 76           | 2                   |              |              |  |  |  |  |  |  |
|  | 2°                                     | Ferro (San Salvador)                   |                                        |                                        |                                        |                                        |    | 76           | 2                   |              |              |  |  |  |  |  |  |
|  | 7°                                     | Regatas Uruguay                        | 65                                     | 77                                     | 71                                     | 1                                      |    |              |                     |              |              |  |  |  |  |  |  |
|  | 7°                                     | Regatas Uruguay                        | 65                                     | 77                                     | 71                                     | 1                                      |    |              |                     |              |              |  |  |  |  |  |  |
|  |                                        |                                        |                                        |                                        |                                        |                                        |    |              |                     |              |              |  |  |  |  |  |  |
|  |                                        |                                        |                                        |                                        |                                        |                                        |    |              |                     |              |              |  |  |  |  |  |  |
|  | 4°                                     | BH                                     | 72                                     | 64                                     |                                        | 0                                      |    |              |                     |              |              |  |  |  |  |  |  |
|  | 4°                                     | BH                                     | 72                                     | 64                                     |                                        |                                        |    |              |                     |              |              |  |  |  |  |  |  |
|  | 5°                                     | Luis Luciano                           | 78                                     | 76                                     |                                        | 2                                      |    |              |                     |              |              |  |  |  |  |  |  |
|  | 5°                                     | Luis Luciano                           | 78                                     | 76                                     |                                        | 2                                      | 3° | Luis Luciano | 50%                 |              |              |  |  |  |  |  |  |
|  |                                        |                                        |                                        |                                        |                                        |                                        | 3° | Luis Luciano | 50%                 |              |              |  |  |  |  |  |  |
|  |                                        |                                        | 4°                                     | Sp. San Salvador                       | 50%                                    |                                        |    |              |                     |              |              |  |  |  |  |  |  |
|  | 3°                                     | Rosario Tala                           | 4°                                     | Sp. San Salvador                       | 50%                                    | 64                                     | 77 |              | 0                   |              |              |  |  |  |  |  |  |
|  | 3°                                     | Rosario Tala                           |                                        |                                        |                                        |                                        |    |              | 0                   |              |              |  |  |  |  |  |  |
|  | 6°                                     | Sp. San Salvador                       | 95                                     | 88                                     |                                        | 2                                      |    |              |                     |              |              |  |  |  |  |  |  |
|  | 6°                                     | Sp. San Salvador                       | 95                                     | 88                                     |                                        |                                        |    |              |                     |              |              |  |  |  |  |  |  |
|  |                                        |                                        |                                        |                                        |                                        |                                        |    |              |                     |              |              |  |  |  |  |  |  |

División FEBAMBA
Grupo A
|  | Primera Eliminatoria 12, 15 y 16 de mayo | Primera Eliminatoria 12, 15 y 16 de mayo | Primera Eliminatoria 12, 15 y 16 de mayo | Primera Eliminatoria 12, 15 y 16 de mayo | Primera Eliminatoria 12, 15 y 16 de mayo | Primera Eliminatoria 12, 15 y 16 de mayo |    |              | Segunda Eliminatoria 22, 26 y 27 de mayo | Segunda Eliminatoria 22, 26 y 27 de mayo | Segunda Eliminatoria 22, 26 y 27 de mayo | Segunda Eliminatoria 22, 26 y 27 de mayo | Segunda Eliminatoria 22, 26 y 27 de mayo | Segunda Eliminatoria 22, 26 y 27 de mayo |  |    | Clasificados | Clasificados | Clasificados |  |
|  |                                          |                                          |                                          |                                          |                                          |                                          |    |              |                                          |                                          |                                          |                                          |                                          |                                          |  |    |              |              |              |  |
|  |                                          |                                          |                                          |                                          |                                          |                                          |    |              |                                          |                                          |                                          |                                          |                                          |                                          |  |    |              |              |              |  |
|  | 1A                                       | 3 de febrero                             | 79                                       | 84                                       |                                          | 2                                        |    |              |                                          |                                          |                                          |                                          |                                          |                                          |  |    |              |              |              |  |
|  | 1A                                       | 3 de febrero                             | 79                                       | 84                                       |                                          |                                          |    |              |                                          |                                          |                                          |                                          |                                          |                                          |  |    |              |              |              |  |
|  | 8A                                       | Monte Grande                             | 64                                       | 83                                       |                                          | 0                                        |    |              |                                          |                                          |                                          |                                          |                                          |                                          |  |    |              |              |              |  |
|  | 8A                                       | Monte Grande                             | 64                                       | 83                                       |                                          | 0                                        | 1A | 3 de febrero | 74                                       | 66                                       |                                          | 2                                        |                                          |                                          |  |    |              |              |              |  |
|  |                                          |                                          |                                          |                                          |                                          |                                          | 1A | 3 de febrero | 74                                       | 66                                       |                                          | 2                                        |                                          |                                          |  |    |              |              |              |  |
|  |                                          |                                          | 6A                                       | Gimnasia Ituzaingó                       | 60                                       | 59                                       |    | 0            |                                          |                                          |                                          |                                          |                                          |                                          |  |    |              |              |              |  |
|  | 3A                                       | San Miguel                               | 6A                                       | Gimnasia Ituzaingó                       | 60                                       | 59                                       | 73 | 0            | 53                                       | 70                                       | 1                                        |                                          |                                          |                                          |  |    |              |              |              |  |
|  | 3A                                       | San Miguel                               |                                          |                                          |                                          |                                          |    |              |                                          |                                          | 1                                        |                                          |                                          |                                          |  |    |              |              |              |  |
|  | 6A                                       | Gimnasia Ituzaingó                       | 72                                       | 63                                       | 77                                       | 2                                        |    |              |                                          |                                          |                                          |                                          |                                          |                                          |  |    |              |              |              |  |
|  | 6A                                       | Gimnasia Ituzaingó                       | 72                                       | 63                                       | 77                                       | 2                                        |    |              |                                          |                                          |                                          |                                          |                                          |                                          |  | 3° | 3 de febrero | 56,2%        |              |  |
|  |                                          |                                          |                                          |                                          |                                          |                                          |    |              |                                          |                                          |                                          |                                          |                                          |                                          |  | 3° | 3 de febrero | 56,2%        |              |  |
|  |                                          |                                          | 5°                                       | Alejandro Korn                           | 56,2%                                    |                                          |    |              |                                          |                                          |                                          |                                          |                                          |                                          |  |    |              |              |              |  |
|  | 2A                                       | GEVP                                     | 5°                                       | Alejandro Korn                           | 56,2%                                    | 83                                       | 70 |              | 2                                        |                                          |                                          |                                          |                                          |                                          |  |    |              |              |              |  |
|  | 2A                                       | GEVP                                     |                                          |                                          |                                          |                                          |    |              |                                          |                                          |                                          |                                          |                                          |                                          |  |    |              |              |              |  |
|  | 7A                                       | Sarmiento                                | 71                                       | 63                                       |                                          | 0                                        |    |              |                                          |                                          |                                          |                                          |                                          |                                          |  |    |              |              |              |  |
|  | 7A                                       | Sarmiento                                | 71                                       | 63                                       |                                          | 0                                        | 2A | GEVP         | 72                                       | 76                                       |                                          | 0                                        |                                          |                                          |  |    |              |              |              |  |
|  |                                          |                                          |                                          |                                          |                                          |                                          | 2A | GEVP         | 72                                       | 76                                       |                                          | 0                                        |                                          |                                          |  |    |              |              |              |  |
|  |                                          |                                          | 4A                                       | Alejandro Korn                           | 82                                       | 80                                       |    | 2            |                                          |                                          |                                          |                                          |                                          |                                          |  |    |              |              |              |  |
|  | 4A                                       | Alejandro Korn                           | 4A                                       | Alejandro Korn                           | 82                                       | 80                                       | 62 | 2            | 70                                       | 63                                       | 2                                        |                                          |                                          |                                          |  |    |              |              |              |  |
|  | 4A                                       | Alejandro Korn                           |                                          |                                          |                                          |                                          |    |              |                                          |                                          | 2                                        |                                          |                                          |                                          |  |    |              |              |              |  |
|  | 5A                                       | Independiente                            | 65                                       | 50                                       | 50                                       | 1                                        |    |              |                                          |                                          |                                          |                                          |                                          |                                          |  |    |              |              |              |  |
|  | 5A                                       | Independiente                            | 65                                       | 50                                       | 50                                       | 1                                        |    |              |                                          |                                          |                                          |                                          |                                          |                                          |  |    |              |              |              |  |
|  |                                          |                                          |                                          |                                          |                                          |                                          |    |              |                                          |                                          |                                          |                                          |                                          |                                          |  |    |              |              |              |  |

Grupo B
|  | Primera Eliminatoria 9, 13 y 14 de mayo | Primera Eliminatoria 9, 13 y 14 de mayo | Primera Eliminatoria 9, 13 y 14 de mayo | Primera Eliminatoria 9, 13 y 14 de mayo | Primera Eliminatoria 9, 13 y 14 de mayo | Primera Eliminatoria 9, 13 y 14 de mayo |    |              | Segunda Eliminatoria 17, 21 y 22 de mayo | Segunda Eliminatoria 17, 21 y 22 de mayo | Segunda Eliminatoria 17, 21 y 22 de mayo | Segunda Eliminatoria 17, 21 y 22 de mayo | Segunda Eliminatoria 17, 21 y 22 de mayo | Segunda Eliminatoria 17, 21 y 22 de mayo |             |       | Clasificados | Clasificados | Clasificados |  |
|  |                                         |                                         |                                         |                                         |                                         |                                         |    |              |                                          |                                          |                                          |                                          |                                          |                                          |             |       |              |              |              |  |
|  |                                         |                                         |                                         |                                         |                                         |                                         |    |              |                                          |                                          |                                          |                                          |                                          |                                          |             |       |              |              |              |  |
|  | 1B                                      | River Plate                             | 83                                      | 117                                     |                                         | 2                                       |    |              |                                          |                                          |                                          |                                          |                                          |                                          |             |       |              |              |              |  |
|  | 1B                                      | River Plate                             | 83                                      | 117                                     |                                         |                                         |    |              |                                          |                                          |                                          |                                          |                                          |                                          |             |       |              |              |              |  |
|  | 8B                                      | San Andrés                              | 63                                      | 66                                      |                                         | 0                                       |    |              |                                          |                                          |                                          |                                          |                                          |                                          |             |       |              |              |              |  |
|  | 8B                                      | San Andrés                              | 63                                      | 66                                      |                                         | 0                                       | 1B | River Plate  | 83                                       | 85                                       |                                          | 2                                        |                                          |                                          |             |       |              |              |              |  |
|  |                                         |                                         |                                         |                                         |                                         |                                         | 1B | River Plate  | 83                                       | 85                                       |                                          | 2                                        |                                          |                                          |             |       |              |              |              |  |
|  |                                         |                                         | 7B                                      | Unión Vecinal                           | 60                                      | 78                                      |    | 0            |                                          |                                          |                                          |                                          |                                          |                                          |             |       |              |              |              |  |
|  | 2B                                      | C.A.S.A.                                | 7B                                      | Unión Vecinal                           | 60                                      | 78                                      | 57 | 0            | 66                                       |                                          | 0                                        |                                          |                                          |                                          |             |       |              |              |              |  |
|  | 2B                                      | C.A.S.A.                                |                                         |                                         |                                         |                                         |    |              |                                          |                                          | 0                                        |                                          |                                          |                                          |             |       |              |              |              |  |
|  | 7B                                      | Unión Vecinal Munro                     | 62                                      | 74                                      |                                         | 2                                       |    |              |                                          |                                          |                                          |                                          |                                          |                                          |             |       |              |              |              |  |
|  | 7B                                      | Unión Vecinal Munro                     | 62                                      | 74                                      |                                         |                                         |    |              |                                          |                                          |                                          |                                          |                                          | 2°                                       | River Plate | 93,7% |              |              |              |  |
|  |                                         |                                         |                                         |                                         |                                         |                                         |    |              |                                          |                                          |                                          |                                          |                                          |                                          | River Plate | 93,7% |              |              |              |  |
|  |                                         |                                         | 6°                                      | Los Indios                              | 50%                                     |                                         |    |              |                                          |                                          |                                          |                                          |                                          |                                          |             |       |              |              |              |  |
|  | 3B                                      | Caza y Pesca                            | 6°                                      | Los Indios                              | 50%                                     | 99                                      | 70 |              | 2                                        |                                          |                                          |                                          |                                          |                                          |             |       |              |              |              |  |
|  | 3B                                      | Caza y Pesca                            |                                         |                                         |                                         |                                         |    |              |                                          |                                          |                                          |                                          |                                          |                                          |             |       |              |              |              |  |
|  | 6B                                      | De. Berazategui                         | 89                                      | 53                                      |                                         | 0                                       |    |              |                                          |                                          |                                          |                                          |                                          |                                          |             |       |              |              |              |  |
|  | 6B                                      | De. Berazategui                         | 89                                      | 53                                      |                                         | 0                                       | 3B | Caza y Pesca | 61                                       | 68                                       |                                          | 0                                        |                                          |                                          |             |       |              |              |              |  |
|  |                                         |                                         |                                         |                                         |                                         |                                         | 3B | Caza y Pesca | 61                                       | 68                                       |                                          | 0                                        |                                          |                                          |             |       |              |              |              |  |
|  |                                         |                                         | 4B                                      | Los Indios                              | 68                                      | 76                                      |    | 2            |                                          |                                          |                                          |                                          |                                          |                                          |             |       |              |              |              |  |
|  | 4B                                      | Los Indios                              | 4B                                      | Los Indios                              | 68                                      | 76                                      | 70 | 2            | 73                                       | 77                                       | 2                                        |                                          |                                          |                                          |             |       |              |              |              |  |
|  | 4B                                      | Los Indios                              |                                         |                                         |                                         |                                         |    |              |                                          |                                          | 2                                        |                                          |                                          |                                          |             |       |              |              |              |  |
|  | 5B                                      | Ferrocarril Midland                     | 61                                      | 80                                      | 65                                      | 1                                       |    |              |                                          |                                          |                                          |                                          |                                          |                                          |             |       |              |              |              |  |
|  | 5B                                      | Ferrocarril Midland                     | 61                                      | 80                                      | 65                                      | 1                                       |    |              |                                          |                                          |                                          |                                          |                                          |                                          |             |       |              |              |              |  |
|  |                                         |                                         |                                         |                                         |                                         |                                         |    |              |                                          |                                          |                                          |                                          |                                          |                                          |             |       |              |              |              |  |

Grupo C
|  | Primera Eliminatoria 15, 19 y 20 de mayo | Primera Eliminatoria 15, 19 y 20 de mayo | Primera Eliminatoria 15, 19 y 20 de mayo | Primera Eliminatoria 15, 19 y 20 de mayo | Primera Eliminatoria 15, 19 y 20 de mayo | Primera Eliminatoria 15, 19 y 20 de mayo |    |                     | Segunda Eliminatoria 22, 26 y 27 de mayo | Segunda Eliminatoria 22, 26 y 27 de mayo | Segunda Eliminatoria 22, 26 y 27 de mayo | Segunda Eliminatoria 22, 26 y 27 de mayo | Segunda Eliminatoria 22, 26 y 27 de mayo | Segunda Eliminatoria 22, 26 y 27 de mayo |  |    | Clasificados      | Clasificados | Clasificados |  |
|  |                                          |                                          |                                          |                                          |                                          |                                          |    |                     |                                          |                                          |                                          |                                          |                                          |                                          |  |    |                   |              |              |  |
|  |                                          |                                          |                                          |                                          |                                          |                                          |    |                     |                                          |                                          |                                          |                                          |                                          |                                          |  |    |                   |              |              |  |
|  | 1C                                       | Presidente Derqui                        | 71                                       | 89                                       |                                          | 2                                        |    |                     |                                          |                                          |                                          |                                          |                                          |                                          |  |    |                   |              |              |  |
|  | 1C                                       | Presidente Derqui                        | 71                                       | 89                                       |                                          |                                          |    |                     |                                          |                                          |                                          |                                          |                                          |                                          |  |    |                   |              |              |  |
|  | 8C                                       | Def. de Hurlingham                       | 45                                       | 60                                       |                                          | 0                                        |    |                     |                                          |                                          |                                          |                                          |                                          |                                          |  |    |                   |              |              |  |
|  | 8C                                       | Def. de Hurlingham                       | 45                                       | 60                                       |                                          | 0                                        | 1C | Presidente Derqui   | 75                                       | 81                                       | 71                                       | 2                                        |                                          |                                          |  |    |                   |              |              |  |
|  |                                          |                                          |                                          |                                          |                                          |                                          | 1C | Presidente Derqui   | 75                                       | 81                                       | 71                                       | 2                                        |                                          |                                          |  |    |                   |              |              |  |
|  |                                          |                                          | 6C                                       | Pinocho                                  | 81                                       | 64                                       | 63 | 1                   |                                          |                                          |                                          |                                          |                                          |                                          |  |    |                   |              |              |  |
|  | 3C                                       | Claridad                                 | 6C                                       | Pinocho                                  | 81                                       | 64                                       | 63 | 1                   | 67                                       | 74                                       | 74                                       | 1                                        |                                          |                                          |  |    |                   |              |              |  |
|  | 3C                                       | Claridad                                 |                                          |                                          |                                          |                                          |    |                     |                                          |                                          | 74                                       | 1                                        |                                          |                                          |  |    |                   |              |              |  |
|  | 6C                                       | Pinocho                                  | 84                                       | 70                                       | 83                                       | 2                                        |    |                     |                                          |                                          |                                          |                                          |                                          |                                          |  |    |                   |              |              |  |
|  | 6C                                       | Pinocho                                  | 84                                       | 70                                       | 83                                       | 2                                        |    |                     |                                          |                                          |                                          |                                          |                                          |                                          |  | 1° | Presidente Derqui | 93,7%        |              |  |
|  |                                          |                                          |                                          |                                          |                                          |                                          |    |                     |                                          |                                          |                                          |                                          |                                          |                                          |  | 1° | Presidente Derqui | 93,7%        |              |  |
|  |                                          |                                          | 4°                                       | Estudiantil                              | 68,7%                                    |                                          |    |                     |                                          |                                          |                                          |                                          |                                          |                                          |  |    |                   |              |              |  |
|  | 2C                                       | Estudiantil Porteño                      | 4°                                       | Estudiantil                              | 68,7%                                    | 73                                       | 75 |                     | 2                                        |                                          |                                          |                                          |                                          |                                          |  |    |                   |              |              |  |
|  | 2C                                       | Estudiantil Porteño                      |                                          |                                          |                                          |                                          |    |                     |                                          |                                          |                                          |                                          |                                          |                                          |  |    |                   |              |              |  |
|  | 7C                                       | Cañuelas                                 | 66                                       | 57                                       |                                          | 0                                        |    |                     |                                          |                                          |                                          |                                          |                                          |                                          |  |    |                   |              |              |  |
|  | 7C                                       | Cañuelas                                 | 66                                       | 57                                       |                                          | 0                                        | 2C | Estudiantil Porteño | 77                                       | 74                                       |                                          | 2                                        |                                          |                                          |  |    |                   |              |              |  |
|  |                                          |                                          |                                          |                                          |                                          |                                          | 2C | Estudiantil Porteño | 77                                       | 74                                       |                                          | 2                                        |                                          |                                          |  |    |                   |              |              |  |
|  |                                          |                                          | 4C                                       | Sportivo Pilar                           | 64                                       | 63                                       |    | 0                   |                                          |                                          |                                          |                                          |                                          |                                          |  |    |                   |              |              |  |
|  | 4C                                       | Sportivo Pilar                           | 4C                                       | Sportivo Pilar                           | 64                                       | 63                                       | 66 | 0                   | 78                                       | 89                                       | 2                                        |                                          |                                          |                                          |  |    |                   |              |              |  |
|  | 4C                                       | Sportivo Pilar                           |                                          |                                          |                                          |                                          |    |                     |                                          |                                          | 2                                        |                                          |                                          |                                          |  |    |                   |              |              |  |
|  | 5C                                       | Ateneo P. Versailles                     | 68                                       | 75                                       | 81                                       | 1                                        |    |                     |                                          |                                          |                                          |                                          |                                          |                                          |  |    |                   |              |              |  |
|  | 5C                                       | Ateneo P. Versailles                     | 68                                       | 75                                       | 81                                       | 1                                        |    |                     |                                          |                                          |                                          |                                          |                                          |                                          |  |    |                   |              |              |  |
|  |                                          |                                          |                                          |                                          |                                          |                                          |    |                     |                                          |                                          |                                          |                                          |                                          |                                          |  |    |                   |              |              |  |

| Pos | Equipo              | CP    | P     | GE | G | P | GF  | GC  | Pts |
| 7   | Caza y Pesca (PI)   |       | 97-80 | x  | 2 | 0 | 179 | 160 | 4   |
|     | Pinocho (E)         | x     |       | x  | 1 | 1 | 161 | 176 | 3   |
|     | Gimnasia y E VP (E) | 80-82 | 79-81 |    | 0 | 2 | 159 | 163 | 2   |

| (PI) | Clasifican a play-off de interdivisión. |
| (E)  | Quedan eliminados.                      |

| Pos | Equipo                 | SP | GI    | UV    | G | P | GF  | GC  | Pts |
| 8   | Sportivo Pilar (PI)    |    | 73-71 | 88-78 | 2 | 0 | 161 | 149 | 4   |
|     | Gimnasia Ituzaingó (E) | x  |       | 81-77 | 1 | 1 | 152 | 150 | 3   |
|     | Unión Vecinal (E)      | x  | x     |       | 0 | 2 | 155 | 169 | 2   |

| (PI) | Clasifican a play-off de interdivisión. |
| (E)  | Quedan eliminados.                      |

División Norte
|  | Primera Eliminatoria 16, 17, 21 y 22 de mayo | Primera Eliminatoria 16, 17, 21 y 22 de mayo | Primera Eliminatoria 16, 17, 21 y 22 de mayo | Primera Eliminatoria 16, 17, 21 y 22 de mayo | Primera Eliminatoria 16, 17, 21 y 22 de mayo | Primera Eliminatoria 16, 17, 21 y 22 de mayo |    |          | Segunda Eliminatoria 25, 29 y 30 de mayo | Segunda Eliminatoria 25, 29 y 30 de mayo | Segunda Eliminatoria 25, 29 y 30 de mayo | Segunda Eliminatoria 25, 29 y 30 de mayo | Segunda Eliminatoria 25, 29 y 30 de mayo | Segunda Eliminatoria 25, 29 y 30 de mayo |          |       | Clasificados | Clasificados | Clasificados |  |  |  |  |  |  |
|  |                                              |                                              |                                              |                                              |                                              |                                              |    |          |                                          |                                          |                                          |                                          |                                          |                                          |          |       |              |              |              |  |  |  |  |  |  |
|  |                                              |                                              |                                              |                                              |                                              |                                              |    |          |                                          |                                          |                                          |                                          |                                          |                                          |          |       |              |              |              |  |  |  |  |  |  |
|  | 1A                                           | Talleres                                     | 72                                           | 90                                           | 84                                           | 2                                            |    |          |                                          |                                          |                                          |                                          |                                          |                                          |          |       |              |              |              |  |  |  |  |  |  |
|  | 1A                                           | Talleres                                     | 72                                           | 90                                           | 84                                           | 2                                            |    |          |                                          |                                          |                                          |                                          |                                          |                                          |          |       |              |              |              |  |  |  |  |  |  |
|  | 8A                                           | San Martín (Tuc)                             | 87                                           | 80                                           | 76                                           | 1                                            |    |          |                                          |                                          |                                          |                                          |                                          |                                          |          |       |              |              |              |  |  |  |  |  |  |
|  | 8A                                           | San Martín (Tuc)                             | 87                                           | 80                                           | 76                                           | 1                                            |    | 1A       | Talleres                                 | 62                                       | 83                                       | 73                                       | 2                                        |                                          |          |       |              |              |              |  |  |  |  |  |  |
|  |                                              |                                              |                                              |                                              |                                              |                                              |    | 1A       | Talleres                                 | 62                                       | 83                                       | 73                                       | 2                                        |                                          |          |       |              |              |              |  |  |  |  |  |  |
|  |                                              |                                              | 5B                                           | Tokio                                        | 87                                           | 79                                           | 59 | 1        |                                          |                                          |                                          |                                          |                                          |                                          |          |       |              |              |              |  |  |  |  |  |  |
|  | 4B                                           | Cultural                                     | 5B                                           | Tokio                                        | 87                                           | 79                                           | 59 | 1        | 67                                       | 63                                       |                                          | 0                                        |                                          |                                          |          |       |              |              |              |  |  |  |  |  |  |
|  | 4B                                           | Cultural                                     |                                              |                                              |                                              |                                              |    |          |                                          |                                          |                                          |                                          |                                          |                                          |          |       |              |              |              |  |  |  |  |  |  |
|  | 5B                                           | Tokio                                        | 68                                           | 67                                           |                                              | 2                                            |    |          |                                          |                                          |                                          |                                          |                                          |                                          |          |       |              |              |              |  |  |  |  |  |  |
|  | 5B                                           | Tokio                                        | 68                                           | 67                                           |                                              |                                              |    |          |                                          |                                          |                                          |                                          |                                          | 1°                                       | Talleres | 87,5% |              |              |              |  |  |  |  |  |  |
|  |                                              |                                              |                                              |                                              |                                              |                                              |    |          |                                          |                                          |                                          |                                          |                                          |                                          | Talleres | 87,5% |              |              |              |  |  |  |  |  |  |
|  |                                              |                                              | 2°                                           | Mitre                                        | 72,2%                                        |                                              |    |          |                                          |                                          |                                          |                                          |                                          |                                          |          |       |              |              |              |  |  |  |  |  |  |
|  | 1B                                           | Mitre (Posadas)                              | 2°                                           | Mitre                                        | 72,2%                                        | 69                                           | 89 | 81       | 2                                        |                                          |                                          |                                          |                                          |                                          |          |       |              |              |              |  |  |  |  |  |  |
|  | 1B                                           | Mitre (Posadas)                              |                                              |                                              |                                              |                                              |    |          |                                          |                                          |                                          |                                          |                                          |                                          |          |       |              |              |              |  |  |  |  |  |  |
|  | 8B                                           | San Lorenzo                                  | 70                                           | 58                                           | 75                                           | 1                                            |    |          |                                          |                                          |                                          |                                          |                                          |                                          |          |       |              |              |              |  |  |  |  |  |  |
|  | 8B                                           | San Lorenzo                                  | 70                                           | 58                                           | 75                                           | 1                                            |    | 1B       | Mitre (Posadas)                          | 80                                       | 84                                       | 74                                       | 2                                        |                                          |          |       |              |              |              |  |  |  |  |  |  |
|  |                                              |                                              |                                              |                                              |                                              |                                              |    | 1B       | Mitre (Posadas)                          | 80                                       | 84                                       | 74                                       | 2                                        |                                          |          |       |              |              |              |  |  |  |  |  |  |
|  |                                              |                                              | 4A                                           | Concepción                                   | 82                                           | 49                                           | 67 | 1        |                                          |                                          |                                          |                                          |                                          |                                          |          |       |              |              |              |  |  |  |  |  |  |
|  | 4A                                           | Concepción                                   | 4A                                           | Concepción                                   | 82                                           | 49                                           | 67 | 1        | 78                                       | 63                                       |                                          | 2                                        |                                          |                                          |          |       |              |              |              |  |  |  |  |  |  |
|  | 4A                                           | Concepción                                   |                                              |                                              |                                              |                                              |    |          |                                          |                                          |                                          |                                          |                                          |                                          |          |       |              |              |              |  |  |  |  |  |  |
|  | 5A                                           | Hindú (Cat)                                  | 76                                           | 54                                           |                                              | 0                                            |    |          |                                          |                                          |                                          |                                          |                                          |                                          |          |       |              |              |              |  |  |  |  |  |  |
|  | 5A                                           | Hindú (Cat)                                  | 76                                           | 54                                           |                                              |                                              |    |          |                                          |                                          |                                          |                                          |                                          |                                          |          |       |              |              |              |  |  |  |  |  |  |
|  |                                              |                                              |                                              |                                              |                                              |                                              |    |          |                                          |                                          |                                          |                                          |                                          |                                          |          |       |              |              |              |  |  |  |  |  |  |
|  |                                              |                                              |                                              |                                              |                                              |                                              |    |          |                                          |                                          |                                          |                                          |                                          |                                          |          |       |              |              |              |  |  |  |  |  |  |
|  | 2A                                           | Belgrano (Tuc)                               | 115                                          | 94                                           |                                              | 2                                            |    |          |                                          |                                          |                                          |                                          |                                          |                                          |          |       |              |              |              |  |  |  |  |  |  |
|  | 2A                                           | Belgrano (Tuc)                               | 115                                          | 94                                           |                                              |                                              |    |          |                                          |                                          |                                          |                                          |                                          |                                          |          |       |              |              |              |  |  |  |  |  |  |
|  | 7A                                           | Avellaneda (Tuc)                             | 66                                           | 70                                           |                                              | 0                                            |    |          |                                          |                                          |                                          |                                          |                                          |                                          |          |       |              |              |              |  |  |  |  |  |  |
|  | 7A                                           | Avellaneda (Tuc)                             | 66                                           | 70                                           |                                              | 0                                            | 2A | Belgrano | 60                                       | 80                                       | 93                                       | 2                                        |                                          |                                          |          |       |              |              |              |  |  |  |  |  |  |
|  |                                              |                                              |                                              |                                              |                                              |                                              | 2A | Belgrano | 60                                       | 80                                       | 93                                       | 2                                        |                                          |                                          |          |       |              |              |              |  |  |  |  |  |  |
|  |                                              |                                              | 3B                                           | Sarmiento                                    | 80                                           | 72                                           | 83 | 1        |                                          |                                          |                                          |                                          |                                          |                                          |          |       |              |              |              |  |  |  |  |  |  |
|  | 3B                                           | Sarmiento                                    | 3B                                           | Sarmiento                                    | 80                                           | 72                                           | 83 | 1        | 63                                       | 58                                       |                                          | 2                                        |                                          |                                          |          |       |              |              |              |  |  |  |  |  |  |
|  | 3B                                           | Sarmiento                                    |                                              |                                              |                                              |                                              |    |          |                                          |                                          |                                          |                                          |                                          |                                          |          |       |              |              |              |  |  |  |  |  |  |
|  | 6B                                           | Hércules                                     | 56                                           | 52                                           |                                              | 0                                            |    |          |                                          |                                          |                                          |                                          |                                          |                                          |          |       |              |              |              |  |  |  |  |  |  |
|  | 6B                                           | Hércules                                     | 56                                           | 52                                           |                                              |                                              |    |          |                                          |                                          |                                          |                                          |                                          | 3°                                       | Belgrano | 81,2% |              |              |              |  |  |  |  |  |  |
|  |                                              |                                              |                                              |                                              |                                              |                                              |    |          |                                          |                                          |                                          |                                          |                                          |                                          | Belgrano | 81,2% |              |              |              |  |  |  |  |  |  |
|  |                                              |                                              | 4°                                           | San Martín (CC)                              | 61,1%                                        |                                              |    |          |                                          |                                          |                                          |                                          |                                          |                                          |          |       |              |              |              |  |  |  |  |  |  |
|  | 2B                                           | San Martín (CC)                              | 4°                                           | San Martín (CC)                              | 61,1%                                        | 88                                           | 60 | 86       | 2                                        |                                          |                                          |                                          |                                          |                                          |          |       |              |              |              |  |  |  |  |  |  |
|  | 2B                                           | San Martín (CC)                              |                                              |                                              |                                              |                                              |    |          |                                          |                                          |                                          |                                          |                                          |                                          |          |       |              |              |              |  |  |  |  |  |  |
|  | 7B                                           | Capri                                        | 65                                           | 61                                           | 69                                           | 1                                            |    |          |                                          |                                          |                                          |                                          |                                          |                                          |          |       |              |              |              |  |  |  |  |  |  |
|  | 7B                                           | Capri                                        | 65                                           | 61                                           | 69                                           | 1                                            |    | 2B       | San Martín (CC)                          | 73                                       | 72                                       |                                          | 2                                        |                                          |          |       |              |              |              |  |  |  |  |  |  |
|  |                                              |                                              |                                              |                                              |                                              |                                              |    | 2B       | San Martín (CC)                          | 73                                       | 72                                       |                                          |                                          |                                          |          |       |              |              |              |  |  |  |  |  |  |
|  |                                              |                                              | 3A                                           | Mitre (Tucumán)                              | 70                                           | 67                                           |    | 0        |                                          |                                          |                                          |                                          |                                          |                                          |          |       |              |              |              |  |  |  |  |  |  |
|  | 3A                                           | Mitre (Tucumán)                              | 3A                                           | Mitre (Tucumán)                              | 70                                           | 67                                           | 84 | 0        | 83                                       |                                          | 2                                        |                                          |                                          |                                          |          |       |              |              |              |  |  |  |  |  |  |
|  | 3A                                           | Mitre (Tucumán)                              |                                              |                                              |                                              |                                              |    |          |                                          |                                          | 2                                        |                                          |                                          |                                          |          |       |              |              |              |  |  |  |  |  |  |
|  | 6A                                           | Avellaneda (SdE)                             | 67                                           | 71                                           |                                              | 0                                            |    |          |                                          |                                          |                                          |                                          |                                          |                                          |          |       |              |              |              |  |  |  |  |  |  |
|  | 6A                                           | Avellaneda (SdE)                             | 67                                           | 71                                           |                                              |                                              |    |          |                                          |                                          |                                          |                                          |                                          |                                          |          |       |              |              |              |  |  |  |  |  |  |
|  |                                              |                                              |                                              |                                              |                                              |                                              |    |          |                                          |                                          |                                          |                                          |                                          |                                          |          |       |              |              |              |  |  |  |  |  |  |

División Centro:
|  | Primera Eliminatoria 15, 16, 18, 19 y 20 de mayo | Primera Eliminatoria 15, 16, 18, 19 y 20 de mayo | Primera Eliminatoria 15, 16, 18, 19 y 20 de mayo | Primera Eliminatoria 15, 16, 18, 19 y 20 de mayo | Primera Eliminatoria 15, 16, 18, 19 y 20 de mayo | Primera Eliminatoria 15, 16, 18, 19 y 20 de mayo |    |                       | Segunda Eliminatoria 25, 29 y 30 de mayo | Segunda Eliminatoria 25, 29 y 30 de mayo | Segunda Eliminatoria 25, 29 y 30 de mayo | Segunda Eliminatoria 25, 29 y 30 de mayo | Segunda Eliminatoria 25, 29 y 30 de mayo | Segunda Eliminatoria 25, 29 y 30 de mayo |                      |       | Clasificados | Clasificados | Clasificados |  |  |  |  |  |  |
|  |                                                  |                                                  |                                                  |                                                  |                                                  |                                                  |    |                       |                                          |                                          |                                          |                                          |                                          |                                          |                      |       |              |              |              |  |  |  |  |  |  |
|  |                                                  |                                                  |                                                  |                                                  |                                                  |                                                  |    |                       |                                          |                                          |                                          |                                          |                                          |                                          |                      |       |              |              |              |  |  |  |  |  |  |
|  | 1A                                               | San Martín (MJ)                                  | 81                                               | 97                                               |                                                  | 2                                                |    |                       |                                          |                                          |                                          |                                          |                                          |                                          |                      |       |              |              |              |  |  |  |  |  |  |
|  | 1A                                               | San Martín (MJ)                                  | 81                                               | 97                                               |                                                  |                                                  |    |                       |                                          |                                          |                                          |                                          |                                          |                                          |                      |       |              |              |              |  |  |  |  |  |  |
|  | 8A                                               | Sportsmen Unidos                                 | 59                                               | 57                                               |                                                  | 0                                                |    |                       |                                          |                                          |                                          |                                          |                                          |                                          |                      |       |              |              |              |  |  |  |  |  |  |
|  | 8A                                               | Sportsmen Unidos                                 | 59                                               | 57                                               |                                                  | 0                                                | 1A | San Martín            | 57                                       | 91                                       |                                          | 2                                        |                                          |                                          |                      |       |              |              |              |  |  |  |  |  |  |
|  |                                                  |                                                  |                                                  |                                                  |                                                  |                                                  | 1A | San Martín            | 57                                       | 91                                       |                                          | 2                                        |                                          |                                          |                      |       |              |              |              |  |  |  |  |  |  |
|  |                                                  |                                                  | 4B                                               | Rivadavia (San Genaro)                           | 44                                               | 57                                               |    | 0                     |                                          |                                          |                                          |                                          |                                          |                                          |                      |       |              |              |              |  |  |  |  |  |  |
|  | 4B                                               | Rivadavia (San Genaro)                           | 4B                                               | Rivadavia (San Genaro)                           | 44                                               | 57                                               | 74 | 0                     | 45                                       | 69                                       | 2                                        |                                          |                                          |                                          |                      |       |              |              |              |  |  |  |  |  |  |
|  | 4B                                               | Rivadavia (San Genaro)                           |                                                  |                                                  |                                                  |                                                  |    |                       |                                          |                                          | 2                                        |                                          |                                          |                                          |                      |       |              |              |              |  |  |  |  |  |  |
|  | 5B                                               | Sanjustino                                       | 71                                               | 54                                               | 62                                               | 1                                                |    |                       |                                          |                                          |                                          |                                          |                                          |                                          |                      |       |              |              |              |  |  |  |  |  |  |
|  | 5B                                               | Sanjustino                                       | 71                                               | 54                                               | 62                                               | 1                                                |    |                       |                                          |                                          |                                          |                                          |                                          |                                          |                      | 1°    | San Martín   | 87,5%        |              |  |  |  |  |  |  |
|  |                                                  |                                                  |                                                  |                                                  |                                                  |                                                  |    |                       |                                          |                                          |                                          |                                          |                                          |                                          |                      | 1°    | San Martín   | 87,5%        |              |  |  |  |  |  |  |
|  |                                                  |                                                  | 2°                                               | Santa Paula                                      | 78,5%                                            |                                                  |    |                       |                                          |                                          |                                          |                                          |                                          |                                          |                      |       |              |              |              |  |  |  |  |  |  |
|  | 1B                                               | Santa Paula                                      | 2°                                               | Santa Paula                                      | 78,5%                                            | 72                                               | 96 |                       | 2                                        |                                          |                                          |                                          |                                          |                                          |                      |       |              |              |              |  |  |  |  |  |  |
|  | 1B                                               | Santa Paula                                      |                                                  |                                                  |                                                  |                                                  |    |                       |                                          |                                          |                                          |                                          |                                          |                                          |                      |       |              |              |              |  |  |  |  |  |  |
|  | 8B                                               | Libertad                                         | 55                                               | 51                                               |                                                  | 0                                                |    |                       |                                          |                                          |                                          |                                          |                                          |                                          |                      |       |              |              |              |  |  |  |  |  |  |
|  | 8B                                               | Libertad                                         | 55                                               | 51                                               |                                                  | 0                                                | 1B | Santa Paula           | 90                                       | 110                                      |                                          | 2                                        |                                          |                                          |                      |       |              |              |              |  |  |  |  |  |  |
|  |                                                  |                                                  |                                                  |                                                  |                                                  |                                                  | 1B | Santa Paula           | 90                                       | 110                                      |                                          | 2                                        |                                          |                                          |                      |       |              |              |              |  |  |  |  |  |  |
|  |                                                  |                                                  | 4A                                               | Sport Club                                       | 61                                               | 62                                               |    | 0                     |                                          |                                          |                                          |                                          |                                          |                                          |                      |       |              |              |              |  |  |  |  |  |  |
|  | 4A                                               | Sport Club                                       | 4A                                               | Sport Club                                       | 61                                               | 62                                               | 67 | 0                     | 77                                       |                                          | 2                                        |                                          |                                          |                                          |                      |       |              |              |              |  |  |  |  |  |  |
|  | 4A                                               | Sport Club                                       |                                                  |                                                  |                                                  |                                                  |    |                       |                                          |                                          | 2                                        |                                          |                                          |                                          |                      |       |              |              |              |  |  |  |  |  |  |
|  | 5A                                               | Temperley                                        | 57                                               | 52                                               |                                                  | 0                                                |    |                       |                                          |                                          |                                          |                                          |                                          |                                          |                      |       |              |              |              |  |  |  |  |  |  |
|  | 5A                                               | Temperley                                        | 57                                               | 52                                               |                                                  |                                                  |    |                       |                                          |                                          |                                          |                                          |                                          |                                          |                      |       |              |              |              |  |  |  |  |  |  |
|  |                                                  |                                                  |                                                  |                                                  |                                                  |                                                  |    |                       |                                          |                                          |                                          |                                          |                                          |                                          |                      |       |              |              |              |  |  |  |  |  |  |
|  |                                                  |                                                  |                                                  |                                                  |                                                  |                                                  |    |                       |                                          |                                          |                                          |                                          |                                          |                                          |                      |       |              |              |              |  |  |  |  |  |  |
|  | 2A                                               | Gimnasia y Esgrima R                             | 85                                               | 82                                               |                                                  | 2                                                |    |                       |                                          |                                          |                                          |                                          |                                          |                                          |                      |       |              |              |              |  |  |  |  |  |  |
|  | 2A                                               | Gimnasia y Esgrima R                             | 85                                               | 82                                               |                                                  |                                                  |    |                       |                                          |                                          |                                          |                                          |                                          |                                          |                      |       |              |              |              |  |  |  |  |  |  |
|  | 7A                                               | Rosario Central                                  | 57                                               | 61                                               |                                                  | 0                                                |    |                       |                                          |                                          |                                          |                                          |                                          |                                          |                      |       |              |              |              |  |  |  |  |  |  |
|  | 7A                                               | Rosario Central                                  | 57                                               | 61                                               |                                                  | 0                                                | 2A | Gimnasia y Esgrima R  | 75                                       | 89                                       | 62                                       | 2                                        |                                          |                                          |                      |       |              |              |              |  |  |  |  |  |  |
|  |                                                  |                                                  |                                                  |                                                  |                                                  |                                                  | 2A | Gimnasia y Esgrima R  | 75                                       | 89                                       | 62                                       | 2                                        |                                          |                                          |                      |       |              |              |              |  |  |  |  |  |  |
|  |                                                  |                                                  | 3B                                               | Almagro                                          | 95                                               | 68                                               | 57 | 1                     |                                          |                                          |                                          |                                          |                                          |                                          |                      |       |              |              |              |  |  |  |  |  |  |
|  | 3B                                               | Almagro                                          | 3B                                               | Almagro                                          | 95                                               | 68                                               | 57 | 1                     | 74                                       | 82                                       |                                          | 2                                        |                                          |                                          |                      |       |              |              |              |  |  |  |  |  |  |
|  | 3B                                               | Almagro                                          |                                                  |                                                  |                                                  |                                                  |    |                       |                                          |                                          |                                          |                                          |                                          |                                          |                      |       |              |              |              |  |  |  |  |  |  |
|  | 6B                                               | Rivadavia Juniors                                | 66                                               | 77                                               |                                                  | 0                                                |    |                       |                                          |                                          |                                          |                                          |                                          |                                          |                      |       |              |              |              |  |  |  |  |  |  |
|  | 6B                                               | Rivadavia Juniors                                | 66                                               | 77                                               |                                                  |                                                  |    |                       |                                          |                                          |                                          |                                          |                                          | 3°                                       | Gimnasia y Esgrima R | 68,7% |              |              |              |  |  |  |  |  |  |
|  |                                                  |                                                  |                                                  |                                                  |                                                  |                                                  |    |                       |                                          |                                          |                                          |                                          |                                          |                                          | Gimnasia y Esgrima R | 68,7% |              |              |              |  |  |  |  |  |  |
|  |                                                  |                                                  | 4°                                               | Gimnasia y Esgrima SF                            | 71,4%                                            |                                                  |    |                       |                                          |                                          |                                          |                                          |                                          |                                          |                      |       |              |              |              |  |  |  |  |  |  |
|  | 2B                                               | Gimnasia y Esgrima SF                            | 4°                                               | Gimnasia y Esgrima SF                            | 71,4%                                            | 92                                               | 82 |                       | 2                                        |                                          |                                          |                                          |                                          |                                          |                      |       |              |              |              |  |  |  |  |  |  |
|  | 2B                                               | Gimnasia y Esgrima SF                            |                                                  |                                                  |                                                  |                                                  |    |                       |                                          |                                          |                                          |                                          |                                          |                                          |                      |       |              |              |              |  |  |  |  |  |  |
|  | 7B                                               | San Jorge                                        | 85                                               | 66                                               |                                                  | 0                                                |    |                       |                                          |                                          |                                          |                                          |                                          |                                          |                      |       |              |              |              |  |  |  |  |  |  |
|  | 7B                                               | San Jorge                                        | 85                                               | 66                                               |                                                  | 0                                                | 2B | Gimnasia y Esgrima SF | 70                                       | 69                                       | 63                                       | 2                                        |                                          |                                          |                      |       |              |              |              |  |  |  |  |  |  |
|  |                                                  |                                                  |                                                  |                                                  |                                                  |                                                  | 2B | Gimnasia y Esgrima SF | 70                                       | 69                                       | 63                                       | 2                                        |                                          |                                          |                      |       |              |              |              |  |  |  |  |  |  |
|  |                                                  |                                                  | 3A                                               | Olimpia                                          | 57                                               | 81                                               | 57 | 1                     |                                          |                                          |                                          |                                          |                                          |                                          |                      |       |              |              |              |  |  |  |  |  |  |
|  | 3A                                               | Olimpia                                          | 3A                                               | Olimpia                                          | 57                                               | 81                                               | 57 | 1                     | 60                                       | 63                                       |                                          | 2                                        |                                          |                                          |                      |       |              |              |              |  |  |  |  |  |  |
|  | 3A                                               | Olimpia                                          |                                                  |                                                  |                                                  |                                                  |    |                       |                                          |                                          |                                          |                                          |                                          |                                          |                      |       |              |              |              |  |  |  |  |  |  |
|  | 6A                                               | Argentino                                        | 50                                               | 58                                               |                                                  | 0                                                |    |                       |                                          |                                          |                                          |                                          |                                          |                                          |                      |       |              |              |              |  |  |  |  |  |  |
|  | 6A                                               | Argentino                                        | 50                                               | 58                                               |                                                  |                                                  |    |                       |                                          |                                          |                                          |                                          |                                          |                                          |                      |       |              |              |              |  |  |  |  |  |  |
|  |                                                  |                                                  |                                                  |                                                  |                                                  |                                                  |    |                       |                                          |                                          |                                          |                                          |                                          |                                          |                      |       |              |              |              |  |  |  |  |  |  |

#### Playoffs interdivisionales
El 26 de mayo, la CAB, confirmó los entrecruzamientos de los 32 equipos clasificados, y las fechas de disputa de las diferentes series; determinó que jueguen los equipos de las divisiones sur y sudeste; norte y oeste, Litoral frente a cuatro equipos de Febamba y Centro frente a otros cuatro equipos de Febamba .

Todas las series se disputan al mejor de tres partidos con formato 1-2, y ventaja de localía para el equipo con mejor porcentaje de triunfos en la etapa regular.

##### Sur - Sudeste
|  | Primera Eliminatoria 2, 7 y 8 de junio | Primera Eliminatoria 2, 7 y 8 de junio | Primera Eliminatoria 2, 7 y 8 de junio | Primera Eliminatoria 2, 7 y 8 de junio | Primera Eliminatoria 2, 7 y 8 de junio | Primera Eliminatoria 2, 7 y 8 de junio |    |              | Semifinales 13 y 21 de junio | Semifinales 13 y 21 de junio | Semifinales 13 y 21 de junio | Semifinales 13 y 21 de junio | Semifinales 13 y 21 de junio | Semifinales 13 y 21 de junio |  |    | Final 27 de junio; 5 y 6 de julio | Final 27 de junio; 5 y 6 de julio | Final 27 de junio; 5 y 6 de julio | Final 27 de junio; 5 y 6 de julio | Final 27 de junio; 5 y 6 de julio | Final 27 de junio; 5 y 6 de julio |  |
|  |                                        |                                        |                                        |                                        |                                        |                                        |    |              |                              |                              |                              |                              |                              |                              |  |    |                                   |                                   |                                   |                                   |                                   |                                   |  |
|  |                                        |                                        |                                        |                                        |                                        |                                        |    |              |                              |                              |                              |                              |                              |                              |  |    |                                   |                                   |                                   |                                   |                                   |                                   |  |
|  | 1S                                     | Pérfora (PH)                           | 90                                     | 90                                     |                                        | 2                                      |    |              |                              |                              |                              |                              |                              |                              |  |    |                                   |                                   |                                   |                                   |                                   |                                   |  |
|  | 1S                                     | Pérfora (PH)                           | 90                                     | 90                                     |                                        |                                        |    |              |                              |                              |                              |                              |                              |                              |  |    |                                   |                                   |                                   |                                   |                                   |                                   |  |
|  | 4SE                                    | Somisa (SN)                            | 86                                     | 83                                     |                                        | 0                                      |    |              |                              |                              |                              |                              |                              |                              |  |    |                                   |                                   |                                   |                                   |                                   |                                   |  |
|  | 4SE                                    | Somisa (SN)                            | 86                                     | 83                                     |                                        | 0                                      | 1S | Pérfora (PH) | 88                           | 87                           |                              | 2                            |                              |                              |  |    |                                   |                                   |                                   |                                   |                                   |                                   |  |
|  |                                        |                                        |                                        |                                        |                                        |                                        | 1S | Pérfora (PH) | 88                           | 87                           |                              | 2                            |                              |                              |  |    |                                   |                                   |                                   |                                   |                                   |                                   |  |
|  |                                        |                                        | 2SE                                    | Independiente (GP)                     | 60                                     | 75                                     |    | 0            |                              |                              |                              |                              |                              |                              |  |    |                                   |                                   |                                   |                                   |                                   |                                   |  |
|  | 1SE                                    | Independiente (GP)                     | 2SE                                    | Independiente (GP)                     | 60                                     | 75                                     | 85 | 0            | 94                           | 92                           | 2                            |                              |                              |                              |  |    |                                   |                                   |                                   |                                   |                                   |                                   |  |
|  | 1SE                                    | Independiente (GP)                     |                                        |                                        |                                        |                                        |    |              |                              |                              | 2                            |                              |                              |                              |  |    |                                   |                                   |                                   |                                   |                                   |                                   |  |
|  | 4S                                     | Brown (PM)                             | 89                                     | 84                                     | 57                                     | 1                                      |    |              |                              |                              |                              |                              |                              |                              |  |    |                                   |                                   |                                   |                                   |                                   |                                   |  |
|  | 4S                                     | Brown (PM)                             | 89                                     | 84                                     | 57                                     | 1                                      |    |              |                              |                              |                              |                              |                              |                              |  | 1S | Pérfora                           | 72                                | 83                                | 83                                | 2                                 |                                   |  |
|  |                                        |                                        |                                        |                                        |                                        |                                        |    |              |                              |                              |                              |                              |                              |                              |  | 1S | Pérfora                           | 72                                | 83                                | 83                                | 2                                 |                                   |  |
|  |                                        |                                        | 1SE                                    | Belgrano                               | 84                                     | 82                                     | 78 | 1            |                              |                              |                              |                              |                              |                              |  |    |                                   |                                   |                                   |                                   |                                   |                                   |  |
|  | 2SE                                    | Belgrano (SN)                          | 1SE                                    | Belgrano                               | 84                                     | 82                                     | 78 | 1            | 67                           | 75                           | 91                           | 2                            |                              |                              |  |    |                                   |                                   |                                   |                                   |                                   |                                   |  |
|  | 2SE                                    | Belgrano (SN)                          |                                        |                                        |                                        |                                        |    |              |                              |                              | 91                           | 2                            |                              |                              |  |    |                                   |                                   |                                   |                                   |                                   |                                   |  |
|  | 3S                                     | Federación (CR)                        | 73                                     | 60                                     | 43                                     | 1                                      |    |              |                              |                              |                              |                              |                              |                              |  |    |                                   |                                   |                                   |                                   |                                   |                                   |  |
|  | 3S                                     | Federación (CR)                        | 73                                     | 60                                     | 43                                     | 1                                      |    | 1SE          | Belgrano (SN)                | 80                           | 59                           |                              | 2                            |                              |  |    |                                   |                                   |                                   |                                   |                                   |                                   |  |
|  |                                        |                                        |                                        |                                        |                                        |                                        |    | 1SE          | Belgrano (SN)                | 80                           | 59                           |                              | 2                            |                              |  |    |                                   |                                   |                                   |                                   |                                   |                                   |  |
|  |                                        |                                        | 2S                                     | Atl. Regina                            | 72                                     | 47                                     |    | 0            |                              |                              |                              |                              |                              |                              |  |    |                                   |                                   |                                   |                                   |                                   |                                   |  |
|  | 2S                                     | Atl. Regina (VR)                       | 2S                                     | Atl. Regina                            | 72                                     | 47                                     | 91 | 0            | 59                           | 72                           | 2                            |                              |                              |                              |  |    |                                   |                                   |                                   |                                   |                                   |                                   |  |
|  | 2S                                     | Atl. Regina (VR)                       |                                        |                                        |                                        |                                        |    |              |                              |                              | 2                            |                              |                              |                              |  |    |                                   |                                   |                                   |                                   |                                   |                                   |  |
|  | 3SE                                    | Independiente (Z)                      | 100                                    | 41                                     | 65                                     | 1                                      |    |              |                              |                              |                              |                              |                              |                              |  |    |                                   |                                   |                                   |                                   |                                   |                                   |  |
|  | 3SE                                    | Independiente (Z)                      | 100                                    | 41                                     | 65                                     | 1                                      |    |              |                              |                              |                              |                              |                              |                              |  |    |                                   |                                   |                                   |                                   |                                   |                                   |  |
|  |                                        |                                        |                                        |                                        |                                        |                                        |    |              |                              |                              |                              |                              |                              |                              |  |    |                                   |                                   |                                   |                                   |                                   |                                   |  |

- En la primera etapa de playoffs, Pérfora avanzó tras barrer su serie frente a Somisa por 2-0 (fue 90 a 86 [12] y 90 a 83 [13]).
- Federación de Comodoro Rivadavia, ganó su primer juego de la serie ante Belgrano (San Nicolás) por 73 a 67,[14] pero cayó en sus dos juegos de visitante por 75 a 60 [15] y por un contnudente 91 - 43 [16]
- Brown (Puerto Madryn) quedó eliminado frente a Independiente de Pico, pese a ganar el primer partido de local 89 a 85 [17] perdió los dos de visitante por 94 - 84[18] y 92 - 57.[19]
- Atlético Regina hizo valer su ventaja de localía y tras caer en el partido de ida 100 a 91,[20] ganó los dos juegos de local, por 59 a 41 [21] 72 a 65.[22]
- En la segunda etapa de playoffs, Pérfora barrió su serie ante Independiente de Pico, luego de ganar de visitante por 88 a 60[23] y de local por 87 a 75[24]
- Belgrano barrió su serie ante Atlético Regina por 80 a 72[25] y 59 a 47.[26]
- En la final interzonal, Pérfora de Plaza Huincul, luego de caer frente a Belgrano de San Nicolás en el primer partido de la serie por 84 a 72,[27] no desaprovechó la ventaja de localía y venció ajustadamente a su rival en los dos juegos de local por 83 a 82 [28]y 83 a 78,[29] para alcanzar, por primera vez en su historia y luego de una asistencia perfecta en la liga, la final por el ascenso por la Región Sur.

##### Litoral - Metropolitana
|  | Primera Eliminatoria 3, 9 y 10 de junio | Primera Eliminatoria 3, 9 y 10 de junio | Primera Eliminatoria 3, 9 y 10 de junio | Primera Eliminatoria 3, 9 y 10 de junio | Primera Eliminatoria 3, 9 y 10 de junio | Primera Eliminatoria 3, 9 y 10 de junio |    |                     | Semifinales 16 y 23 de junio | Semifinales 16 y 23 de junio | Semifinales 16 y 23 de junio | Semifinales 16 y 23 de junio | Semifinales 16 y 23 de junio | Semifinales 16 y 23 de junio |  |    | Final 29 de junio y 4 de julio | Final 29 de junio y 4 de julio | Final 29 de junio y 4 de julio | Final 29 de junio y 4 de julio | Final 29 de junio y 4 de julio | Final 29 de junio y 4 de julio |  |
|  |                                         |                                         |                                         |                                         |                                         |                                         |    |                     |                              |                              |                              |                              |                              |                              |  |    |                                |                                |                                |                                |                                |                                |  |
|  |                                         |                                         |                                         |                                         |                                         |                                         |    |                     |                              |                              |                              |                              |                              |                              |  |    |                                |                                |                                |                                |                                |                                |  |
|  | 1M                                      | Presidente Derqui                       | 72                                      | 80                                      |                                         | 2                                       |    |                     |                              |                              |                              |                              |                              |                              |  |    |                                |                                |                                |                                |                                |                                |  |
|  | 1M                                      | Presidente Derqui                       | 72                                      | 80                                      |                                         |                                         |    |                     |                              |                              |                              |                              |                              |                              |  |    |                                |                                |                                |                                |                                |                                |  |
|  | 4L                                      | San Salvador                            | 64                                      | 71                                      |                                         | 0                                       |    |                     |                              |                              |                              |                              |                              |                              |  |    |                                |                                |                                |                                |                                |                                |  |
|  | 4L                                      | San Salvador                            | 64                                      | 71                                      |                                         | 0                                       | 1M | Presidente Derqui   | 65                           | 68                           |                              | 2                            |                              |                              |  |    |                                |                                |                                |                                |                                |                                |  |
|  |                                         |                                         |                                         |                                         |                                         |                                         | 1M | Presidente Derqui   | 65                           | 68                           |                              | 2                            |                              |                              |  |    |                                |                                |                                |                                |                                |                                |  |
|  |                                         |                                         | 2L                                      | Ferro San Salvador                      | 51                                      | 67                                      |    | 0                   |                              |                              |                              |                              |                              |                              |  |    |                                |                                |                                |                                |                                |                                |  |
|  | 2L                                      | Ferro San Salvador                      | 2L                                      | Ferro San Salvador                      | 51                                      | 67                                      | 68 | 0                   | 67                           | 85                           | 2                            |                              |                              |                              |  |    |                                |                                |                                |                                |                                |                                |  |
|  | 2L                                      | Ferro San Salvador                      |                                         |                                         |                                         |                                         |    |                     |                              |                              | 2                            |                              |                              |                              |  |    |                                |                                |                                |                                |                                |                                |  |
|  | 3M                                      | 3 de Febrero                            | 63                                      | 77                                      | 66                                      | 1                                       |    |                     |                              |                              |                              |                              |                              |                              |  |    |                                |                                |                                |                                |                                |                                |  |
|  | 3M                                      | 3 de Febrero                            | 63                                      | 77                                      | 66                                      | 1                                       |    |                     |                              |                              |                              |                              |                              |                              |  | 1M | Presidente Derqui              | 77                             | 74                             |                                | 0                              |                                |  |
|  |                                         |                                         |                                         |                                         |                                         |                                         |    |                     |                              |                              |                              |                              |                              |                              |  | 1M | Presidente Derqui              | 77                             | 74                             |                                | 0                              |                                |  |
|  |                                         |                                         | 1L                                      | Central Entrerriano                     | 79                                      | 76                                      |    | 2                   |                              |                              |                              |                              |                              |                              |  |    |                                |                                |                                |                                |                                |                                |  |
|  | 1L                                      | Central Entrerriano                     | 1L                                      | Central Entrerriano                     | 79                                      | 76                                      | 92 | 2                   | 83                           |                              | 2                            |                              |                              |                              |  |    |                                |                                |                                |                                |                                |                                |  |
|  | 1L                                      | Central Entrerriano                     |                                         |                                         |                                         |                                         |    |                     |                              |                              | 2                            |                              |                              |                              |  |    |                                |                                |                                |                                |                                |                                |  |
|  | 4M                                      | Estudiantil Porteño                     | 79                                      | 72                                      |                                         | 0                                       |    |                     |                              |                              |                              |                              |                              |                              |  |    |                                |                                |                                |                                |                                |                                |  |
|  | 4M                                      | Estudiantil Porteño                     | 79                                      | 72                                      |                                         | 0                                       | 1L | Central Entrerriano | 83                           | 100                          |                              | 2                            |                              |                              |  |    |                                |                                |                                |                                |                                |                                |  |
|  |                                         |                                         |                                         |                                         |                                         |                                         | 1L | Central Entrerriano | 83                           | 100                          |                              | 2                            |                              |                              |  |    |                                |                                |                                |                                |                                |                                |  |
|  |                                         |                                         | 2M                                      | River Plate                             | 67                                      | 90                                      |    | 0                   |                              |                              |                              |                              |                              |                              |  |    |                                |                                |                                |                                |                                |                                |  |
|  | 2M                                      | River Plate                             | 2M                                      | River Plate                             | 67                                      | 90                                      | 92 | 0                   | 104                          |                              | 2                            |                              |                              |                              |  |    |                                |                                |                                |                                |                                |                                |  |
|  | 2M                                      | River Plate                             |                                         |                                         |                                         |                                         |    |                     |                              |                              | 2                            |                              |                              |                              |  |    |                                |                                |                                |                                |                                |                                |  |
|  | 3L                                      | Luis Luciano                            | 78                                      | 76                                      |                                         | 0                                       |    |                     |                              |                              |                              |                              |                              |                              |  |    |                                |                                |                                |                                |                                |                                |  |
|  | 3L                                      | Luis Luciano                            | 78                                      | 76                                      |                                         |                                         |    |                     |                              |                              |                              |                              |                              |                              |  |    |                                |                                |                                |                                |                                |                                |  |
|  |                                         |                                         |                                         |                                         |                                         |                                         |    |                     |                              |                              |                              |                              |                              |                              |  |    |                                |                                |                                |                                |                                |                                |  |

- En la primer serie de playoffs, Presidente Derquí no tuvo problemas para barrer su serie tras ganar por 72 a 64 [30] y 80 a 71.[31]
- Ferro de San Salvador aprovechó su ventaja de localía y eliminó a 3 de febrero 2-1, luego de ganar de visitante por 68 a 63[32] y caer en el primer partido de local por 77 a 67,[33] no tuvo problemas para imponerse en el juego definitivo por 85 a 66.[34]
- Central Entrerriano barrió su serie frente a Estudiantil Porteño luego de ganar 92 a 79[35] y 83 a 72.[36]
- River cerró su serie por 2-0 frente a Luis Luciano luego de ganar por 92 a 78[37] y 104 a 76.[38]
- En la segunda eliminatoria Presidente Derqui barrió su serie frente a Ferro de San Salvador fue 65 a 51[39] y un ajustado 68 a 67.[40]
- Asimismo Central Entrerriano, supo aprovechar su ventaja de localía y también barrió su serie ante River Plate luego de ganar de visitante por 83 a 67[41] y cerrar de local por 100 a 90.[42]
- El ganador de los cruces entre los equipos del Litoral y Metropolitana fue Central Entrerriano que barrió la serie frente a Derequi por 2-0, tras sendos y ajustados triunfos, de local por 79-77[43] y de visitante por 76 a 74.[44] De esa forma el equipo entrerriano clasificó a la final por el ascenso, en la Región Norte.

##### Norte - Oeste
|  | Primera Eliminatoria 6, 13 y 14 de junio | Primera Eliminatoria 6, 13 y 14 de junio | Primera Eliminatoria 6, 13 y 14 de junio | Primera Eliminatoria 6, 13 y 14 de junio | Primera Eliminatoria 6, 13 y 14 de junio | Primera Eliminatoria 6, 13 y 14 de junio |    |          | Semifinales 20, 27 y 28 de junio | Semifinales 20, 27 y 28 de junio | Semifinales 20, 27 y 28 de junio | Semifinales 20, 27 y 28 de junio | Semifinales 20, 27 y 28 de junio | Semifinales 20, 27 y 28 de junio |          |    | Final 2, 7 y 8 de julio | Final 2, 7 y 8 de julio | Final 2, 7 y 8 de julio | Final 2, 7 y 8 de julio | Final 2, 7 y 8 de julio | Final 2, 7 y 8 de julio |  |
|  |                                          |                                          |                                          |                                          |                                          |                                          |    |          |                                  |                                  |                                  |                                  |                                  |                                  |          |    |                         |                         |                         |                         |                         |                         |  |
|  |                                          |                                          |                                          |                                          |                                          |                                          |    |          |                                  |                                  |                                  |                                  |                                  |                                  |          |    |                         |                         |                         |                         |                         |                         |  |
|  | 1N                                       | Talleres (TV)                            | 87                                       | 85                                       |                                          | 2                                        |    |          |                                  |                                  |                                  |                                  |                                  |                                  |          |    |                         |                         |                         |                         |                         |                         |  |
|  | 1N                                       | Talleres (TV)                            | 87                                       | 85                                       |                                          |                                          |    |          |                                  |                                  |                                  |                                  |                                  |                                  |          |    |                         |                         |                         |                         |                         |                         |  |
|  | 4O                                       | 9 de julio (Morteros)                    | 82                                       | 69                                       |                                          | 0                                        |    |          |                                  |                                  |                                  |                                  |                                  |                                  |          |    |                         |                         |                         |                         |                         |                         |  |
|  | 4O                                       | 9 de julio (Morteros)                    | 82                                       | 69                                       |                                          | 0                                        | 1N | Talleres | 79                               | 88                               | 91                               | 2                                |                                  |                                  |          |    |                         |                         |                         |                         |                         |                         |  |
|  |                                          |                                          |                                          |                                          |                                          |                                          | 1N | Talleres | 79                               | 88                               | 91                               | 2                                |                                  |                                  |          |    |                         |                         |                         |                         |                         |                         |  |
|  |                                          |                                          | 2O                                       | El Ceibo                                 | 88                                       | 80                                       | 81 | 1        |                                  |                                  |                                  |                                  |                                  |                                  |          |    |                         |                         |                         |                         |                         |                         |  |
|  | 2O                                       | El Ceibo                                 | 2O                                       | El Ceibo                                 | 88                                       | 80                                       | 81 | 1        | 91                               | 107                              |                                  | 2                                |                                  |                                  |          |    |                         |                         |                         |                         |                         |                         |  |
|  | 2O                                       | El Ceibo                                 |                                          |                                          |                                          |                                          |    |          |                                  |                                  |                                  | 2                                |                                  |                                  |          |    |                         |                         |                         |                         |                         |                         |  |
|  | 3N                                       | Belgrano (Tucumán)                       | 83                                       | 85                                       |                                          | 0                                        |    |          |                                  |                                  |                                  |                                  |                                  |                                  |          |    |                         |                         |                         |                         |                         |                         |  |
|  | 3N                                       | Belgrano (Tucumán)                       | 83                                       | 85                                       |                                          |                                          |    |          |                                  |                                  |                                  |                                  |                                  | 1N                               | Talleres | 71 | 82                      | 93                      | 2                       |                         |                         |                         |  |
|  |                                          |                                          |                                          |                                          |                                          |                                          |    |          |                                  |                                  |                                  |                                  |                                  |                                  | Talleres | 71 | 82                      | 93                      | 2                       |                         |                         |                         |  |
|  |                                          |                                          | 1O                                       | Huracán Las Heras                        | 75                                       | 60                                       | 80 | 1        |                                  |                                  |                                  |                                  |                                  |                                  |          |    |                         |                         |                         |                         |                         |                         |  |
|  | 1O                                       | Huracán Las Heras                        | 1O                                       | Huracán Las Heras                        | 75                                       | 60                                       | 80 | 1        | 70                               | 92                               | 90                               | 2                                |                                  |                                  |          |    |                         |                         |                         |                         |                         |                         |  |
|  | 1O                                       | Huracán Las Heras                        |                                          |                                          |                                          |                                          |    |          |                                  |                                  | 90                               | 2                                |                                  |                                  |          |    |                         |                         |                         |                         |                         |                         |  |
|  | 4N                                       | San Martín (CC)                          | 72                                       | 71                                       | 83                                       | 1                                        |    |          |                                  |                                  |                                  |                                  |                                  |                                  |          |    |                         |                         |                         |                         |                         |                         |  |
|  | 4N                                       | San Martín (CC)                          | 72                                       | 71                                       | 83                                       | 1                                        |    | 1O       | Huracán Las Heras                | 77                               | 91                               | 96                               | 2                                |                                  |          |    |                         |                         |                         |                         |                         |                         |  |
|  |                                          |                                          |                                          |                                          |                                          |                                          |    | 1O       | Huracán Las Heras                | 77                               | 91                               | 96                               | 2                                |                                  |          |    |                         |                         |                         |                         |                         |                         |  |
|  |                                          |                                          | 2N                                       | Mitre                                    | 84                                       | 70                                       | 69 | 1        |                                  |                                  |                                  |                                  |                                  |                                  |          |    |                         |                         |                         |                         |                         |                         |  |
|  | 2N                                       | Mitre (Posadas)                          | 2N                                       | Mitre                                    | 84                                       | 70                                       | 69 | 1        | 62                               | 80                               |                                  | 2                                |                                  |                                  |          |    |                         |                         |                         |                         |                         |                         |  |
|  | 2N                                       | Mitre (Posadas)                          |                                          |                                          |                                          |                                          |    |          |                                  |                                  |                                  | 2                                |                                  |                                  |          |    |                         |                         |                         |                         |                         |                         |  |
|  | 3O                                       | GEPU                                     | 54                                       | 55                                       |                                          | 0                                        |    |          |                                  |                                  |                                  |                                  |                                  |                                  |          |    |                         |                         |                         |                         |                         |                         |  |
|  | 3O                                       | GEPU                                     | 54                                       | 55                                       |                                          |                                          |    |          |                                  |                                  |                                  |                                  |                                  |                                  |          |    |                         |                         |                         |                         |                         |                         |  |
|  |                                          |                                          |                                          |                                          |                                          |                                          |    |          |                                  |                                  |                                  |                                  |                                  |                                  |          |    |                         |                         |                         |                         |                         |                         |  |

- Talleres de Tafí Viejo, barrió su serie ante 9 de julio de Morteros, luego de ganar de visitante por 87 a 82,[45] y de local por 85 a 69.[46]
- El Ceibo hizo lo propio frente a Belgrano de Tucumán, luego de ganar el primer partido de la serie por 91 a 83[47] y el segundo 107 a 85.[48]
- Huracán Las Heras, necesitó de tres juegos para elminar a San Martín de Corrientes, tras perder de visitante por 72 a 70,[49] ganó sus dos partidos de local por 92 a 71[50] y 90 a 83.[51]
- Mitre de Posadas, eliminó a GEPU de San Luis por 2-0 tras ganar 62 a 54 [52] y 80 a 55.[53]
- En la segunda etapa de playoffs, Talleres, necesitó tres partidos para vencer a El Ceibo, luego de perder el primer juego por 88 a 79,,[54] ganó sus dos partidos de local por 88 a 80 [55] y 91 a 81.[56]
- Mientras que Huracán Las Heras, también necesitó de tres juegos para eliminar a Mitre de Posadas, tras caer de visitante por 84 a 77,[57] ganó sus dos compromisos de local por 91 a 70 [58] y por un contundente 96 a 69.[59]
- En la final interzonal Norte-Oeste, Talleres de Tafí Viejo fue el ganador y accedió a la final por el ascenso tras superar a Huracán Las Heras por 2-1, dado que luego de perder el primer juego de visitante por un ajustado 71 a 75,[60] venció en los dos partidos de local por 82 a 60[61] y 93 a 80.[62]

##### Centro - Metropolitana
|  | Primera Eliminatoria 9, 16 y 17 de junio | Primera Eliminatoria 9, 16 y 17 de junio | Primera Eliminatoria 9, 16 y 17 de junio | Primera Eliminatoria 9, 16 y 17 de junio | Primera Eliminatoria 9, 16 y 17 de junio | Primera Eliminatoria 9, 16 y 17 de junio |    |                 | Semifinales 22, 26 y 27 de junio | Semifinales 22, 26 y 27 de junio | Semifinales 22, 26 y 27 de junio | Semifinales 22, 26 y 27 de junio | Semifinales 22, 26 y 27 de junio | Semifinales 22, 26 y 27 de junio |                 |    | Final 1, 6 y 7 de julio | Final 1, 6 y 7 de julio | Final 1, 6 y 7 de julio | Final 1, 6 y 7 de julio | Final 1, 6 y 7 de julio | Final 1, 6 y 7 de julio |  |
|  |                                          |                                          |                                          |                                          |                                          |                                          |    |                 |                                  |                                  |                                  |                                  |                                  |                                  |                 |    |                         |                         |                         |                         |                         |                         |  |
|  |                                          |                                          |                                          |                                          |                                          |                                          |    |                 |                                  |                                  |                                  |                                  |                                  |                                  |                 |    |                         |                         |                         |                         |                         |                         |  |
|  | 1C                                       | San Martín (MJ)                          | 90                                       | 75                                       |                                          | 2                                        |    |                 |                                  |                                  |                                  |                                  |                                  |                                  |                 |    |                         |                         |                         |                         |                         |                         |  |
|  | 1C                                       | San Martín (MJ)                          | 90                                       | 75                                       |                                          |                                          |    |                 |                                  |                                  |                                  |                                  |                                  |                                  |                 |    |                         |                         |                         |                         |                         |                         |  |
|  | 8M                                       | Sportivo Pilar                           | 80                                       | 68                                       |                                          | 0                                        |    |                 |                                  |                                  |                                  |                                  |                                  |                                  |                 |    |                         |                         |                         |                         |                         |                         |  |
|  | 8M                                       | Sportivo Pilar                           | 80                                       | 68                                       |                                          | 0                                        | 1C | San Martín (MJ) | 68                               | 61                               | 79                               | 2                                |                                  |                                  |                 |    |                         |                         |                         |                         |                         |                         |  |
|  |                                          |                                          |                                          |                                          |                                          |                                          | 1C | San Martín (MJ) | 68                               | 61                               | 79                               | 2                                |                                  |                                  |                 |    |                         |                         |                         |                         |                         |                         |  |
|  |                                          |                                          | 3C                                       | Gimnasia y Esgrima (R)                   | 59                                       | 62                                       | 65 | 1               |                                  |                                  |                                  |                                  |                                  |                                  |                 |    |                         |                         |                         |                         |                         |                         |  |
|  | 3C                                       | Gimnasia y Esgrima (R)                   | 3C                                       | Gimnasia y Esgrima (R)                   | 59                                       | 62                                       | 65 | 1               | 84                               | 79                               |                                  | 2                                |                                  |                                  |                 |    |                         |                         |                         |                         |                         |                         |  |
|  | 3C                                       | Gimnasia y Esgrima (R)                   |                                          |                                          |                                          |                                          |    |                 |                                  |                                  |                                  | 2                                |                                  |                                  |                 |    |                         |                         |                         |                         |                         |                         |  |
|  | 6M                                       | Los Indios Moreno                        | 64                                       | 58                                       |                                          | 0                                        |    |                 |                                  |                                  |                                  |                                  |                                  |                                  |                 |    |                         |                         |                         |                         |                         |                         |  |
|  | 6M                                       | Los Indios Moreno                        | 64                                       | 58                                       |                                          |                                          |    |                 |                                  |                                  |                                  |                                  |                                  | 1C                               | San Martín (MJ) | 48 | 66                      |                         | 2                       |                         |                         |                         |  |
|  |                                          |                                          |                                          |                                          |                                          |                                          |    |                 |                                  |                                  |                                  |                                  |                                  |                                  | San Martín (MJ) | 48 | 66                      |                         | 2                       |                         |                         |                         |  |
|  |                                          |                                          | 2C                                       | Santa Paula                              | 90                                       | 84                                       |    | 0               |                                  |                                  |                                  |                                  |                                  |                                  |                 |    |                         |                         |                         |                         |                         |                         |  |
|  | 2C                                       | Santa Paula                              | 2C                                       | Santa Paula                              | 90                                       | 84                                       | 83 | 0               | 107                              |                                  | 2                                |                                  |                                  |                                  |                 |    |                         |                         |                         |                         |                         |                         |  |
|  | 2C                                       | Santa Paula                              |                                          |                                          |                                          |                                          |    |                 |                                  |                                  | 2                                |                                  |                                  |                                  |                 |    |                         |                         |                         |                         |                         |                         |  |
|  | 7M                                       | Caza y Pesca                             | 75                                       | 63                                       |                                          | 0                                        |    |                 |                                  |                                  |                                  |                                  |                                  |                                  |                 |    |                         |                         |                         |                         |                         |                         |  |
|  | 7M                                       | Caza y Pesca                             | 75                                       | 63                                       |                                          | 0                                        | 2C | Santa Paula     | 105                              | 94                               |                                  | 2                                |                                  |                                  |                 |    |                         |                         |                         |                         |                         |                         |  |
|  |                                          |                                          |                                          |                                          |                                          |                                          | 2C | Santa Paula     | 105                              | 94                               |                                  | 2                                |                                  |                                  |                 |    |                         |                         |                         |                         |                         |                         |  |
|  |                                          |                                          | 4C                                       | Gimnasia y Esgrima (SF)                  | 52                                       | 69                                       |    | 0               |                                  |                                  |                                  |                                  |                                  |                                  |                 |    |                         |                         |                         |                         |                         |                         |  |
|  | 4C                                       | Gimnasia y Esgrima (SF)                  | 4C                                       | Gimnasia y Esgrima (SF)                  | 52                                       | 69                                       | 54 | 0               | 61                               | 70                               | 2                                |                                  |                                  |                                  |                 |    |                         |                         |                         |                         |                         |                         |  |
|  | 4C                                       | Gimnasia y Esgrima (SF)                  |                                          |                                          |                                          |                                          |    |                 |                                  |                                  | 2                                |                                  |                                  |                                  |                 |    |                         |                         |                         |                         |                         |                         |  |
|  | 5M                                       | Alejandro Korn                           | 69                                       | 57                                       | 60                                       | 1                                        |    |                 |                                  |                                  |                                  |                                  |                                  |                                  |                 |    |                         |                         |                         |                         |                         |                         |  |
|  | 5M                                       | Alejandro Korn                           | 69                                       | 57                                       | 60                                       | 1                                        |    |                 |                                  |                                  |                                  |                                  |                                  |                                  |                 |    |                         |                         |                         |                         |                         |                         |  |
|  |                                          |                                          |                                          |                                          |                                          |                                          |    |                 |                                  |                                  |                                  |                                  |                                  |                                  |                 |    |                         |                         |                         |                         |                         |                         |  |

- En la primea eliminatoria de playoffs, San Martín de Marcos Juarez barrió su serie 2-0 frente a Sportivo Pilar, fue 90 a 80 [63] y 75 a 68.[64]
- Gimnasia y Esgrima Santa Fe superó a Alejandro Korn por 2-1, tras perder el primero de visitante 69 a 54 ,[65] ganó de local por 61 a 57 [66] y 70 a 60.[67]
- Santa Paula barrió ante a Caza y Pesca tras ganarle de visitante por 83 a 75  [68] y de local 107 a 63.[69]
- Gimnasia y Esgrima Rosario barrió la serie ante Los Indios Moreno luego de ganar 84 a 64  [70] y 79 a 58.[71]
- En la segunda etapa de playoffs, San Martín de Marcos Juarez, eliminó a Gimnasia Santa Fe por 2-1, luego ganar el primer juego de visitante por 68 a 59,[72] perdió de local por un ajustado 62 a 61,[73] pero ganó el partido definitivo por 79 a 65.[74]
- Santa Paula barrió a Gimnasia y Esgrima Santa Fe tras ganar 105 a 52 de visitante[75] y 94 a 69.[76]
- En la final interzonal, Santa Paula de Gálvez, pese a no tener ventaja de localía, aprovechó el primer juego de local para vencer con contundencia a San Martín de Marcos Juarez por 90 a 48,[77] y se hizo fuerte de visitante para ganar por 84 a 66,[78] y barrer la serie 2-0, alcanzando de ese modo la final por el ascenso por la Región Norte.

#### Finales por el ascenso
Finalizada la fase de playoffs interzonales, cuatro equipos clasificaron a las semifinales nacionales, que fueron dos finales por el ascenso, uno por la Región Norte, y otro por la Región Sur, y fueron programadas por la CAB, para jugarse entre el 13 y el 22 de julio.

Por la Región Norte se enfrentaron el vencedor del interzonal Norte-Oeste: Talleres de Tafí Viejo y el vencedor del interzonal Metropolitana-Centro: Santa Paula de Gálvez.

Por la Región Sur se enfrentaron el vencedor del interzonal Sur-Sudeste: Deportívo Pérfora de Plaza Huincul; y el vencedor del Metropolitana-Litoral: Central Entrerriano de Gualeguaychú.

##### Final norte
La disputaron Talleres de Tafí Viejo (ganador del interzonal Norte-Oeste) y Santa Paula de Gálvez (ganador del interzonal Centro-Febamba) el campeón de la región y ascendido a la Liga Argentina fue Santa Paula que barrió la serie 2-0, tras vencer en el juego de ida, de local, por 85 a 68; y posteriormente en la vuelta, de visitante, por un ajustado 95 a 92.
Club Atlético Talleres  - Club Atlético Santa Paula
Partido 1
| 15/07/2025 | Santa Paula                                                            | 85–68                | Talleres                                                        | Gálvez |  |  |
|            | Parciales: 18-12, 38-35, 60-54, 85-68                                  |                      |                                                                 | |  |  |
|            | Estadísticas Díaz Muller 18 Puebla, Deluchi y Barbieri 7 Díaz Muller 9 | Reporte Pts Reb Asts | Estadísticas Solórzano 21 Solórzano Solórzano, Walter y Soria 3 | Pabellón: Estadio Víctor Comelli Árbitros: Aitor Aramayo Franco Giorello Televisión: https://basquetpass.tv/ DexTV |  |  |
| 1-0        |                                                                        |                      |                                                                 | |  |  |
|            |                                                                        |                      |                                                                 | |  |  |

Partido 2
| 21/07/2025 | Talleres                                             | 92–95                | Santa Paula                           | Tafí Viejo                                                                                               |  |  |
|            | Parciales: 14-21, 37-39, 69-62, 92-95                |                      |                                       | |  |  |
|            | Estadísticas Osores y Walter 21 Solorzano 15 Gallo 6 | Reporte Pts Reb Asts | Estadísticas 24 Díaz 9 Caicedo 8 Díaz | Pabellón: Estadio La Leonera Árbitros: Diego Acuña Lucas Tévez Televisión: https://basquetpass.tv/ DexTV |  |  |
| 0-2        |                                                      |                      |                                       | |  |  |
|            |                                                      |                      |                                       | |  |  |

##### Final Sur
La jugaron los ganadores de los interzonales Litoral-Febamba: Central Entrerriano de Gualeguaychú; y Sur-Sudeste: Pérfora de Plaza Huincul. El campeón de la Región Sur y ascendido a la Liga Argentina fue Central Entrerriano, que pese a perder el primer juego de visitante por 77 a 83; se repuso y ganó los dos partidos de local, con autoridad, por 90 a 65  y 92 a 65.
Club Central Entrerriano  - Club Social y Deportivo Perfora
Partido 1
| 13/07/2025; 20:30 hs | Pérfora                                                  | 83–77                | Central Entrerriano                                    | Plaza Huincul |  |  |
|                      | Parciales: 22-22, 46-38, 65-58, 93-77                    |                      |                                                        | |  |  |
|                      | Estadísticas Rossi y Sánchez 17 Rossi 7 Claris y Rossi 5 | Reporte Pts Reb Asts | Estadísticas Montani y Quarroz 17 Panozzo 11 Montani 3 | Pabellón: Estadio Islas Malvinas Árbitros: Eduardo Ferreyra Alejandro Chantiri Televisión: https://basquetpass.tv/ DexTV |  |  |
| 1-0                  |                                                          |                      |                                                        | |  |  |
|                      |                                                          |                      |                                                        | |  |  |

Partido 2
| 19/07/2025; 21:00 hs | Central Entrerriano                        | 90–65                | Pérfora                                    | Gualeguaychú |  |  |
|                      | Parciales: 26-16, 49-37, 71-50, 90-65      |                      |                                            | |  |  |
|                      | Estadísticas Montani 25 Montani 7 Quarroz, | Reporte Pts Reb Asts | Estadísticas Claris 15 Claris 6 Sánchez 12 | Pabellón: Estadio José María Bértora Árbitros: Diego Monti Florencia Benzer. Televisión: https://basquetpass.tv/ |  |  |
| 1-1                  |                                            |                      |                                            | |  |  |
|                      |                                            |                      |                                            | |  |  |

Partido 3
| 20/07/2025; 20:30 hs | Central Entrerriano                                  | 92–65                | Pérfora                                    | Gualeguaychú                                                                                                 |  |  |
|                      | Parciales: 30–19, 54–49, 77–61, 92-65                |                      |                                            | |  |  |
|                      | Estadísticas Lautaro Pividori 40 Montani 8 Panozzo 6 | Reporte Pts Reb Asts | Estadísticas 19 Claris 10 Vicentín 3 Rossi | Pabellón: Estadio José María Bértora Árbitros: Jorge Meza Rubén Abelardo Televisión: https://basquetpass.tv/ |  |  |
| 2-1                  |                                                      |                      |                                            | |  |  |
|                      |                                                      |                      |                                            | |  |  |

## Final de Liga
Con el ascenso a la Liga Argentina de Básquet asegurado, los campeones de las Regiones Norte: Santa Paula de Gálvez y Sur: Central Entrerriano de Gualeguaychú, se enfrentaron para determinar al campeón de la Liga Federal de Básquet 2025.

El martes 22 de julio la CAB, anunció el programa de la serie final.

En el primer juego de la final, el 27 de julio, Santa Paula se hizo fuerte de local y ganó por 86 a 61, para poner la serie 1-0 a su favor.

En el partido de vuelta, jugado el 30 de julio, Central Entrerriano, de local, emparejó la serie luego de un contundente 88 a 68.

El 31 de julio de 2025, Central Entrerriano, venció en el tercer juego de la final a Santa Paula por 74 a 60, con lo que al ascenso conseguido le sumó el título de campeón de la Liga Federal de Básquet 2025, siendo su segundo título en la categoría.

Club Central Entrerriano  - Club Atlético Santa Paula
Partido 1
| 27/07/2025; 20:30 hs | Santa Paula                                                         | 86–61                | Central Entrerriano                                                 | Gálvez |  |  |
|                      | Parciales: 20-15, 44-39, 64-49, 86-61                               |                      |                                                                     | |  |  |
|                      | Estadísticas Nicolás Solari 20 Lautaro Delucchi 10 Jerónimo Díaz 10 | Reporte Pts Reb Asts | Estadísticas 17 Marcos Panozzo 14 Marcos Panozzo 5 Lautaro Pividori | Pabellón: Estadio Víctor Comelli Árbitros: Mateo Dinamarca Gastón Clementi Televisión: https://basquetpass.tv/ DexTV |  |  |
| 1-0                  |                                                                     |                      |                                                                     | |  |  |
|                      |                                                                     |                      |                                                                     | |  |  |

Partido 2
| 30/07/2025; 21:00 hs | Central Entrerriano                                                | 88–68                | Santa Paula                                                | Gualeguaychú |  |  |
|                      | Parciales: 16-9, 41-24, 67-48, 88-68                               |                      |                                                            | |  |  |
|                      | Estadísticas Leandro Quarroz 19 Marcos Panozzo 11 Cristian Pérez 3 | Reporte Pts Reb Asts | Estadísticas 15 Jerónimo Díaz 8 Gino Balbo 4 Jerónimo Díaz | Pabellón: Estadio José María Bértora Árbitros: Diego Monti Florencia De Armas Televisión: https://basquetpass.tv/ |  |  |
| 1-1                  |                                                                    |                      |                                                            | |  |  |
|                      |                                                                    |                      |                                                            | |  |  |

Partido 3
| 31/07/2025; 21:00 hs | Central Entrerriano                                                  | 74–60                | Santa Paula                                                       | Gualeguaychú |  |  |
|                      | Parciales: 13-17, 28-34, 60-47, 74-60                                |                      |                                                                   | |  |  |
|                      | Estadísticas Aquiles Montani 17 Marcos Panozzo 14 Lautaro Pividori 3 | Reporte Pts Reb Asts | Estadísticas 25 Jerónimo Díaz 10 Lautaro Delucchi 5 Jerónimo Díaz | Pabellón: Estadio José María Bértora Árbitros: Aitor Aramayo Franco Giorello Televisión: https://basquetpass.tv/ |  |  |
| 2-1                  |                                                                      |                      |                                                                   | |  |  |
|                      |                                                                      |                      |                                                                   | |  |  |

Club Central Entrerriano (Gualeguaychú)

Campeón

  

2° Campeonato

2° Ascenso

## Plantel campeón
Quince jugadores, jugaron al menos un partido del torneo; el goleador del equipo fue Aquiles Montani Wortzel, con 492 puntos. El plantel y cuerpo técnico fue el siguiente:
| N°             | Jugador                  | Pos        | Ed      | Alt  | PJ | Pts | Pro  |
| -------------- | ------------------------ | ---------- | ------- | ---- | -- | --- | ---- |
| 6              | Caballero, Tomás         | Escolta    | 18 años | 1,78 | 7  | 0   | 0    |
| 11             | Cansina, Santiago        | Pivote     | 17 años | 2,00 | 6  | 8   | 1,3  |
| 6              | Fux, Simón               | Alero      | 16 años |      | 5  | 2   | 0,4  |
| 13             | Ghersetti, Mario José    | Pivote     | 30 años | 2,00 | 5  | 66  | 13,2 |
| 14             | Lado, Benjamín           | Ala Pivote | 19 años | 1,95 | 26 | 105 | 4    |
| 13             | Lado, Manuel             | Base       | 43 años | 1,85 | 22 | 167 | 7,6  |
| 15             | Martínez, Nahir Jonathan | Alero      | 17 años |      | 2  | 4   | 2    |
| 10             | Maruri, Valentino        | Escolta    | 21 años | 1,80 | 24 | 48  | 2    |
| 9              | Montani Wortzel, Aquiles | Ala Pivote | 30 años | 1,93 | 28 | 492 | 17,6 |
| 6              | Panozzo, Marcos          | Alero      | 20 años | 1,95 | 19 | 203 | 10,7 |
| 4              | Pérez, Cristian Agustín  | Base       | 24 años | 1,87 | 28 | 325 | 11,6 |
| 5              | Pividori, Lautaro        | Base       | 23 años | 1,83 | 28 | 307 | 11   |
| 12             | Quarroz, Leandro Gabriel | Escolta    | 28 años | 1,84 | 27 | 464 | 17,2 |
| 7              | Sánchez, Franco Tomás    | Escolta    | 19 años | 1,80 | 15 | 32  | 2,1  |
| 8              | Siboldi, Juan            | Escolta    | 18 años |      | 28 | 112 | 4    |
| Cuerpo Técnico |                          |            |         |      |    |     |      |
|                | Pascal, Carlos Martin    | DT         | 44 años |      |    |     |      |
|                | Díaz, Gabriel            | Asistente  | 52 años |      |    |     |      |
|                | Díaz Vélez, Gerónimo     | Asistente  | 32 años |      |    |     |      |
|                | Parra, Fernando          | Asistente  | 48 años |      |    |     |      |

Nota:
1. ↑  Las edades están expresadas a la fecha de finalización del torneo y de obtención del campeonato.